# Miles Davis
(Miles Davis)
Miles Dewey Davis III (Alton, 26 maggio 1926 – Santa Monica, 28 settembre 1991) è stato un trombettista e compositore statunitense jazz, considerato uno dei più influenti, innovativi e originali musicisti del XX secolo.
È difficile non riconoscere a Davis un ruolo di innovatore e genio musicale. Dotato di uno stile inconfondibile e di un'incomparabile gamma espressiva, per quasi trent'anni Miles Davis è stato una figura chiave del jazz e della musica popolare del XX secolo in generale.
Dopo aver preso parte alla rivoluzione bebop, egli fu promotore di numerosi stili jazz, fra cui il cool jazz, l'hard bop, il modal jazz e il jazz elettrico o jazz-rock. Le sue registrazioni, assieme agli spettacoli dal vivo dei numerosi gruppi guidati da lui stesso, furono fondamentali per lo sviluppo artistico del jazz.
Miles Davis fu e resta famoso sia come strumentista dalle sonorità inconfondibilmente languide e melodiche, sia per il suo atteggiamento innovatore (peraltro mai esente da critiche), sia per la sua figura di personaggio pubblico. Fu il suo un caso abbastanza raro in campo jazzistico: fu infatti uno dei pochi jazzmen in grado di realizzare anche commercialmente il proprio potenziale artistico e forse l'ultimo ad avere anche un profilo di star dell'industria musicale. Una conferma della sua poliedrica personalità artistica fu la sua (postuma) ammissione, nel marzo 2006, alla Rock and Roll Hall of Fame; un ulteriore riconoscimento di un talento che influenzò tutti i generi di musica popolare della seconda metà del XX secolo.
(John Coltrane)
L'attività di capo orchestra di Davis è importante almeno quanto la musica che produsse in prima persona. I musicisti che lavorarono nelle sue formazioni, quando non toccarono l'apice della carriera al fianco di Miles, quasi invariabilmente raggiunsero sotto la sua guida la piena maturità e trovarono l'ispirazione per slanciarsi verso traguardi di valore assoluto.
Dotato di una personalità notoriamente laconica e difficile, spesso scontrosa, Davis era anche per questo chiamato il principe delle tenebre, soprannome che alludeva fra l'altro alla qualità notturna di molta della sua musica. Questa immagine oscura era accentuata anche dalla sua voce roca e raschiante (Davis disse di essersi danneggiato la voce strillando contro un produttore discografico pochi giorni dopo aver subito un'operazione alla laringe). Chi lo conobbe da vicino descrive una persona timida, gentile e spesso insicura, che utilizzava l'aggressività come difesa.
Il Davis strumentista non fu un virtuoso nel senso in cui lo furono, ad esempio, Dizzy Gillespie e Clifford Brown. Egli è tuttavia considerato da molti uno dei più grandi trombettisti jazz, non solo per la forza innovatrice della composizione, ma anche per il suo suono - che divenne praticamente un marchio di fabbrica - e l'emotività controllata caratteristica della sua personalità solistica, che in dischi come Kind of Blue trova forse la sua massima espressione. La sua influenza sugli altri trombettisti fa di Miles Davis un personaggio chiave nella storia della tromba jazz, al pari di Buddy Bolden, King Oliver, Bix Beiderbecke, Louis Armstrong, Roy Eldridge, Dizzy Gillespie, Clifford Brown, Don Cherry e altri ancora.
Davis fu un vero laboratorio vivente che consentì non solo lo sviluppo di generazioni di musicisti e di nuove tendenze musicali, ma lasciò traccia anche nel costume. Lasciandosi a volte guidare dal pubblico, e a volte precedendolo, egli non esitò mai a reinventare il suono e la musica per cui era conosciuto, nemmeno dopo il successo del rock, quando passò a una sonorità totalmente elettrica, sfidando l'opposizione e talvolta l'ostilità della critica. Il grande carisma dell'uomo, oltre che da un'enorme produzione artistica di indiscusso valore, scaturì anche da un'attenta costruzione dell'immagine, opportunamente e sapientemente aggiornata nel corso degli anni, sino ad arrivare all'ultimo periodo in cui il vestiario pieno di colore (in gran parte firmato Versace) conferiva una certa sacralità e ritualità alle peculiari esibizioni dell'unico musicista del XX secolo che seppe essere allo stesso tempo artista rivoluzionario e icona della cultura pop, dell'industria dello spettacolo e dei megaconcerti.

## La gioventù

### A Saint Louis (1926-1944)
(Miles Davis)

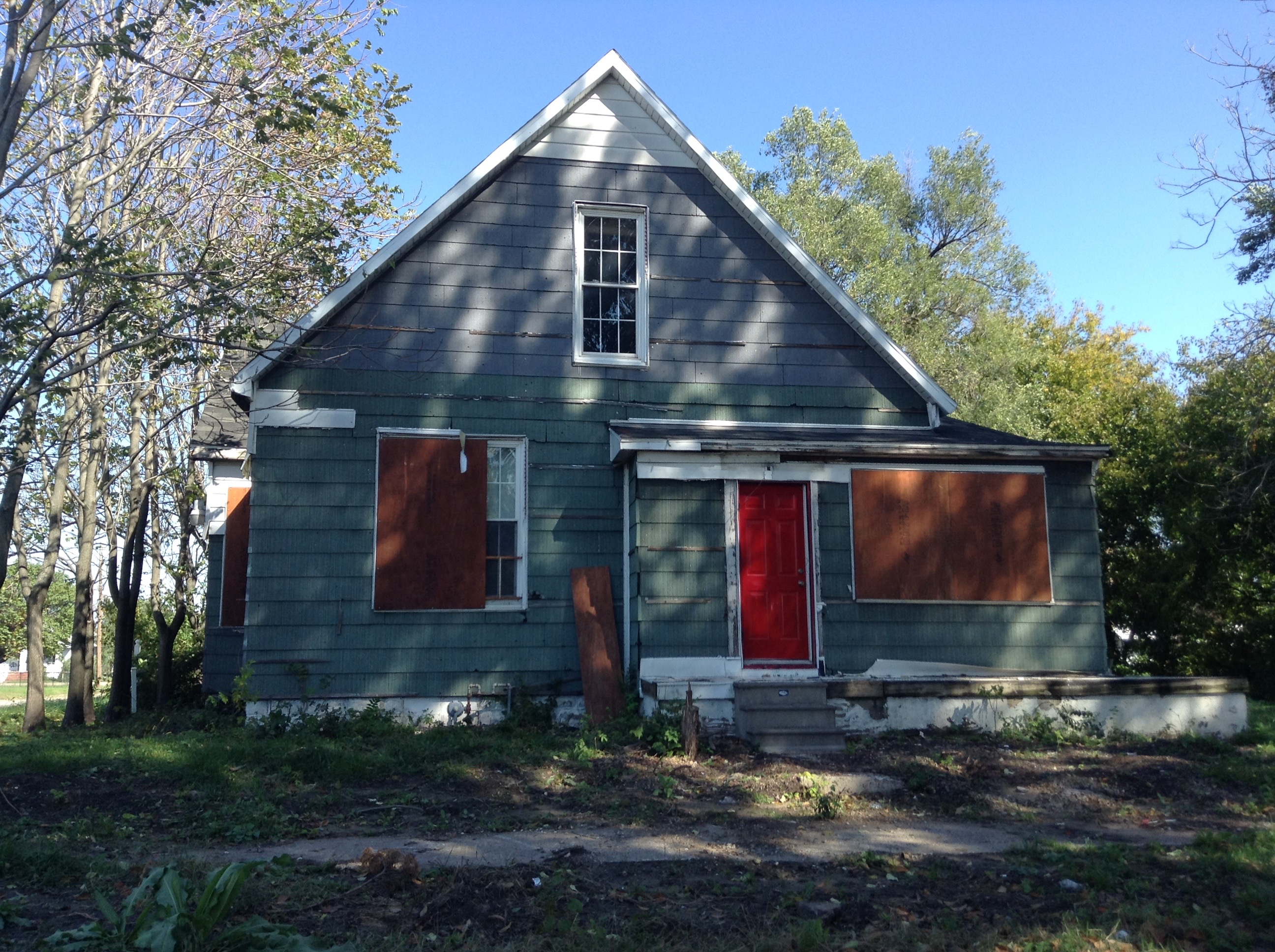
La casa all'indirizzo 1701 di Kansas Avenue ad East St. Louis, nell'Illinois, dove Davis abitò con la famiglia dal 1939 al 1944.

Miles Dewey Davis nasce il 26 maggio 1926 nella cittadina di Alton, situata a 24 km a nord di Saint Louis (Missouri), figlio di un'agiata famiglia afro-americana dell'Arkansas, formata da Cleota Mae Henry (1901-1964), violinista e insegnante di musica nata a Pulaski, e Miles Dewey Davis Jr. (1898-1962), dentista di professione originario di Pine Bluff. Dalla loro unione, celebrata il 16 giugno 1924 sarebbero poi nati, oltre al futuro musicista, altri due figli: sua sorella maggiore Dorothy Mae (1925-1996) e un fratello più giovane, Vernon (1929-1999). Nel 1932, subito dopo essersi trasferito con la famiglia a East St. Louis, nell'Illinois, Davis fu iscritto alla John Robinson Elementary School, una scuola per soli neri, cui fece seguito la formazione alla Crispus Attack, dove iniziò ad emergere la sua passione per la musica, in particolar modo quella blues, jazz, swing e gospel.
Sua madre avrebbe voluto che il figlio imparasse il violino ma, nel 1935, Davis ricevette in dono la sua prima tromba da John Eubanks, un amico di suo padre: egli ne fu subito entusiasta e iniziò a studiare lo strumento con il direttore della banda del liceo che frequentava, Elwood Buchanan, il quale non gli permetteva di suonare usando il vibrato (pare bacchettandolo sulle mani tutte le volte che lo faceva), nonostante allora fosse di moda, e attribuisce ai suoi consigli una delle caratteristiche del suo suono, su cui ebbe anni dopo a dichiarare: “Preferisco un suono rotondo senza troppo carattere, una voce senza molto tremolo, vibrato o armonici gravi. Se non riesco a ottenere un suono del genere non riesco a suonare”. All'età di tredici anni suo padre gli regalò una nuova tromba, con cui Davis iniziò ad esibirsi insieme a varie band locali dopo aver preso lezioni con un maestro privato, un tedesco di nome Joseph Gustav, all'epoca membro della Saint Louis Symphony.
All'età di diciassette anni, nel 1943, Davis fece la prima esibizione in pubblico con il gruppo di Eddie Randle, i Blue Devils, e cominciò a frequentare il giovane trombettista Clark Terry che era già una celebrità locale. I Blue Devils avevano una certa notorietà e questo permise al non ancora diciottenne Miles di entrare in contatto con molti musicisti famosi che assistevano alle loro esibizioni. Tra questi vi era anche il quasi coetaneo Fats Navarro, che attraversò con Davis i primi anni a New York. Tutto questo fu fondamentale per la sua formazione musicale, anche perché nella sua autobiografia Davis racconta che all'epoca possedeva in tutto tre dischi, uno di Lester Young, uno di Coleman Hawkins e uno di Duke Ellington. Durante quell'anno, Sonny Stitt offrì al giovane Miles l'opportunità di unirsi all'orchestra di Tiny Bradshaw che era in città, ma la madre di Davis si oppose fino a che il figlio non avesse completato l'ultimo anno di scuola.
Nel 1944, al Riviera Club di St. Louis, Davis andò ad assistere a un concerto della big band di Billy Eckstine. Oltre al leader, l'orchestra all'epoca vedeva fra i suoi ranghi, Charlie Parker, Dizzy Gillespie, Sarah Vaughan, Buddy Anderson, Gene Ammons, Lucky Thompson, e Art Blakey. Davis racconta che, appena entrato nel locale, un tale lo avvicinò e gli chiese di sostituire uno dei trombettisti (Anderson) che era indisposto. Davis ovviamente accettò subito. Il tale era Gillespie. Davis ricorderà questo evento, e il concerto che seguì, come il momento in cui gli fu rivelato quello che voleva veramente fare.

### New York e gli anni del bebop (1944-1948)
(Miles Davis)

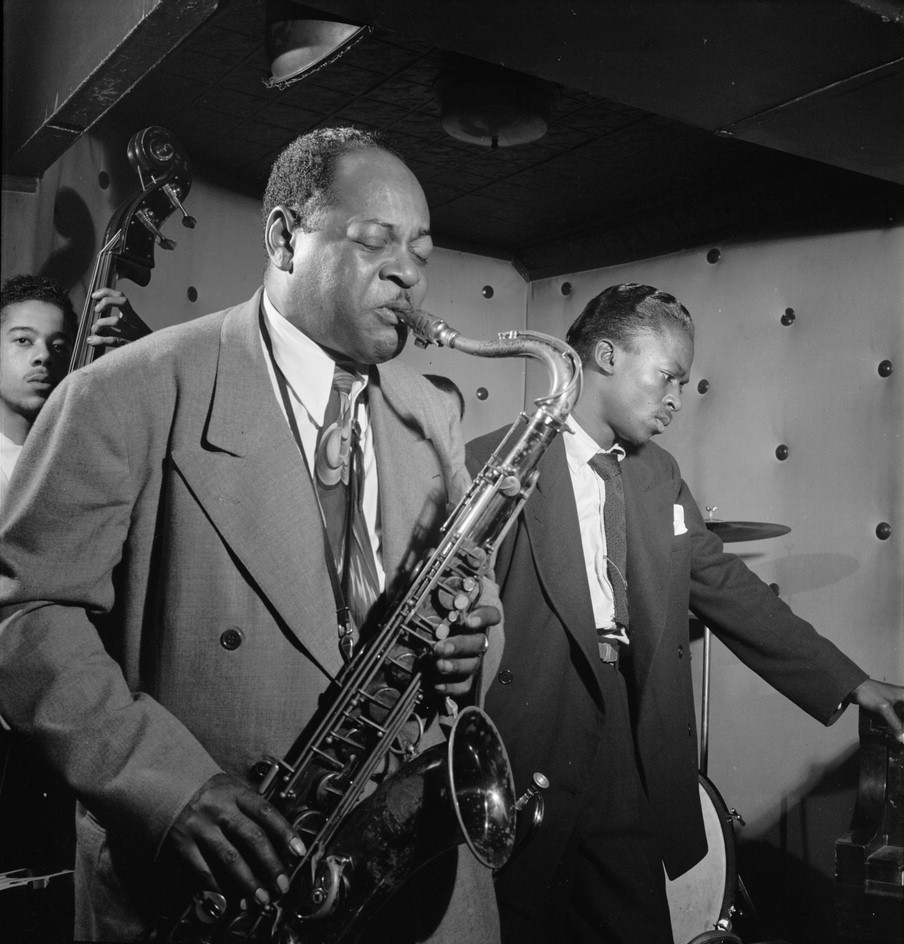
Tommy Potter, Coleman Hawkins e Miles Davis ritratti da William P. Gottlieb intorno al settembre del 1947

Subito dopo aver conseguito il diploma, nel 1944 egli si trasferì a New York, il cui gran numero di sale da ballo e locali notturni rendeva la 52ª strada (nota familiarmente anche come "swing street") il cuore pulsante della musica jazz a Manhattan. L'obiettivo dichiarato del giovane trombettista era frequentare la Juilliard School of Music, ma nella sua autobiografia egli racconta che il suo scopo primario era suonare con Charlie Parker e Dizzy Gillespie, che non aveva dimenticato dal tempo della sua esperienza a St. Louis. Davis trascorse la prima settimana cercando di trovare Parker e a venire sconsigliato di farlo da molti dei musicisti a cui lo chiese, tra cui Coleman Hawkins. La sua ricerca lo portò presto fino al Minton's Playhouse sulla 118ª strada, a Harlem, dove si radunavano per lunghe jam session notturne un po' tutti i protagonisti della rivoluzione bebop.

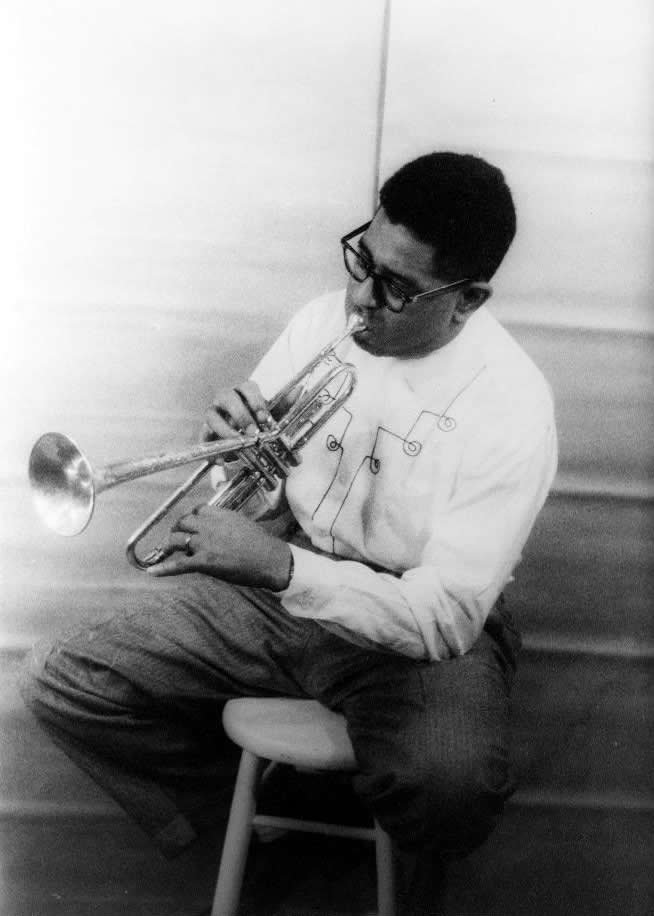
Dizzy Gillespie

Una volta entrato nel giro del jazz newyorchese, Davis diventò presto insofferente alle lezioni della Juilliard, il cui approccio tradizionalista (alla musica classica in particolare) gli sembrava troppo "bianco". Il suo apprendistato si svolgeva piuttosto suonando ogni sera dalle 9 fino alle 5 del mattino con Parker, Gillespie, Thelonious Monk e il milieu di musicisti che gravitava attorno al Minton.
Entrato a far parte del circolo dei più giovani frequentatori del Minton (che includeva Fats Navarro, Freddie Webster, J. J. Johnson e molti altri futuri protagonisti), Davis cominciò a lavorare nei club della cinquantaduesima, con i gruppi di Coleman Hawkins (che in diverse occasioni ebbe Billie Holiday come cantante) e di Eddie "Lockjaw" Davis. Nel maggio del 1945 entrò per la prima volta in studio d'incisione, con il gruppo di Herbie Fields, e nell'autunno dello stesso anno lasciò definitivamente, con la benedizione del padre, i corsi della Juilliard, grazie alla quale acquisì una grande conoscenza della teoria musicale, che contraddistinguerà per sempre il resto della carriera di Davis.
Poco dopo, Gillespie abbandonò il gruppo di Parker a causa dei problemi caratteriali di "Bird". Parker allora reclutò al suo posto il giovane Davis formando un quintetto che comprendeva Al Haig al piano (rimpiazzato prima da Charles Thompson e poi da Duke Jordan), Curley Russell al basso (in seguito Leonard Gaskin e poi Tommy Potter) e Max Roach alla batteria.
Con "Bird", Davis realizzò diverse incisioni, tra le quali si ricorda un'esecuzione di Now's the Time con assolo da antologia che anticipa il ritorno alla melodia tipico del successivo periodo cool, e fece le prime tournée per gli Stati Uniti. Nel corso di una tournée a Los Angeles, Parker ebbe una crisi e fu ricoverato in un ospedale psichiatrico, il Camarillo Medical Center. Rimasto solo, Davis ebbe una collaborazione (prevedibilmente tempestosa) con Charles Mingus e venne arruolato da Billy Eckstine per un tour della California che lo avrebbe riportato a New York. Miles rientrò in città e venne nuovamente scritturato da Parker quando fu dimesso dal Camarillo. Dal 1948 egli svolse il suo apprendistato sia negli spettacoli dal vivo sia in studio, preparando l'inizio di una carriera da protagonista.

### Birth of the Cool(1948-1949)
(Gerry Mulligan)

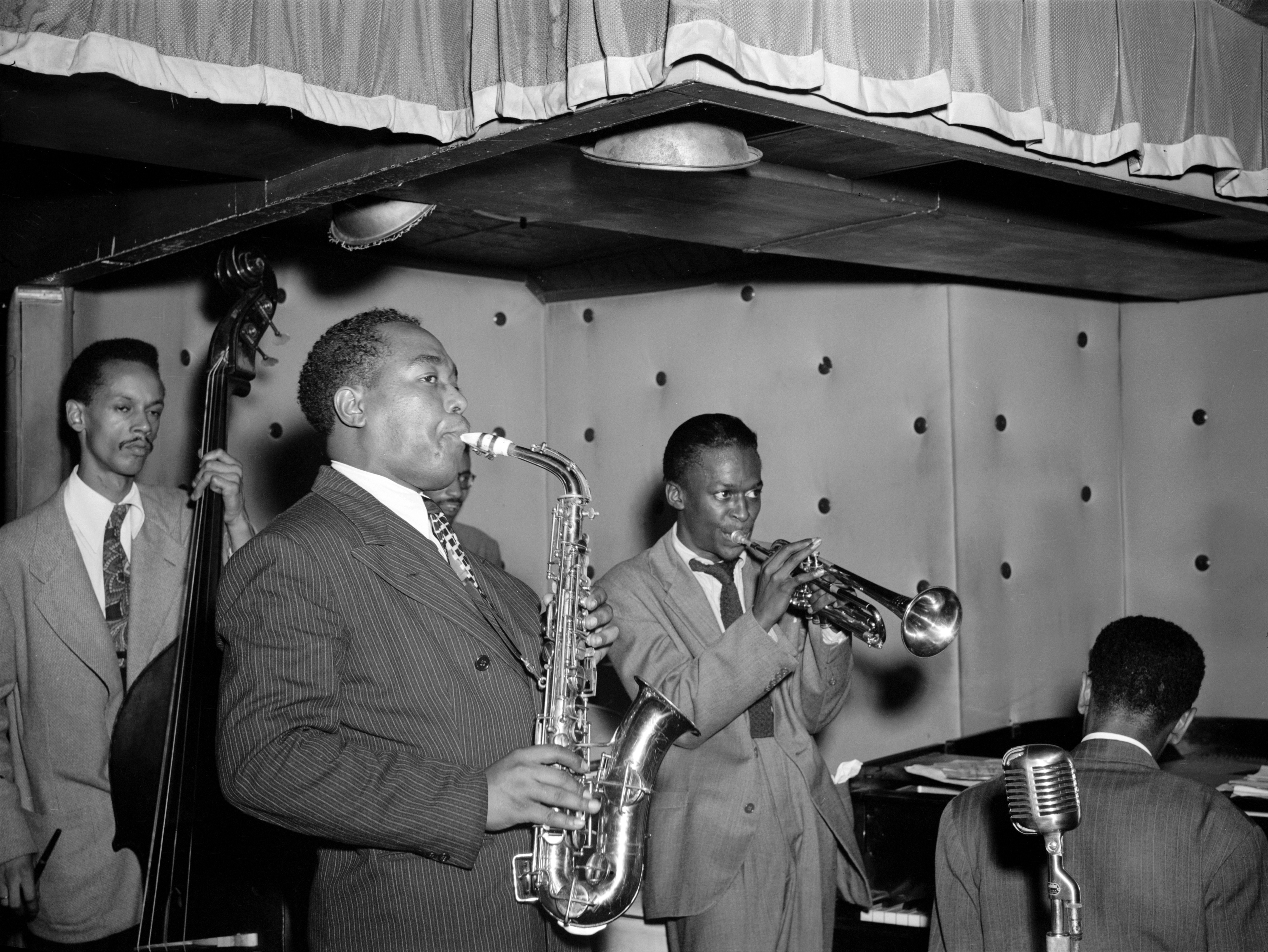
Da sinistra a destra: Tommy Potter, Charlie Parker, Max Roach (quasi nascosto da Parker), Miles Davis e Duke Jordan, ritratti da William P. Gottlieb intorno all'agosto del 1947

Già alla fine del 1948 i rapporti all'interno della formazione di Parker iniziavano a deteriorarsi, in parte a causa del comportamento sempre più erratico di "Bird". A questo si devono aggiungere i contrasti sulla composizione e la gestione del gruppo tra "Bird", Max Roach e Davis. Quando, nel dicembre di quell'anno, si aggiunsero anche contrasti economici, Miles si dimise assieme a Roach, dopo una tempestosa serata al Royal Roost. Privo di un gruppo fisso, Miles iniziò a inanellare una lunga serie di collaborazioni come sideman con tutte le maggiori formazioni del tempo.

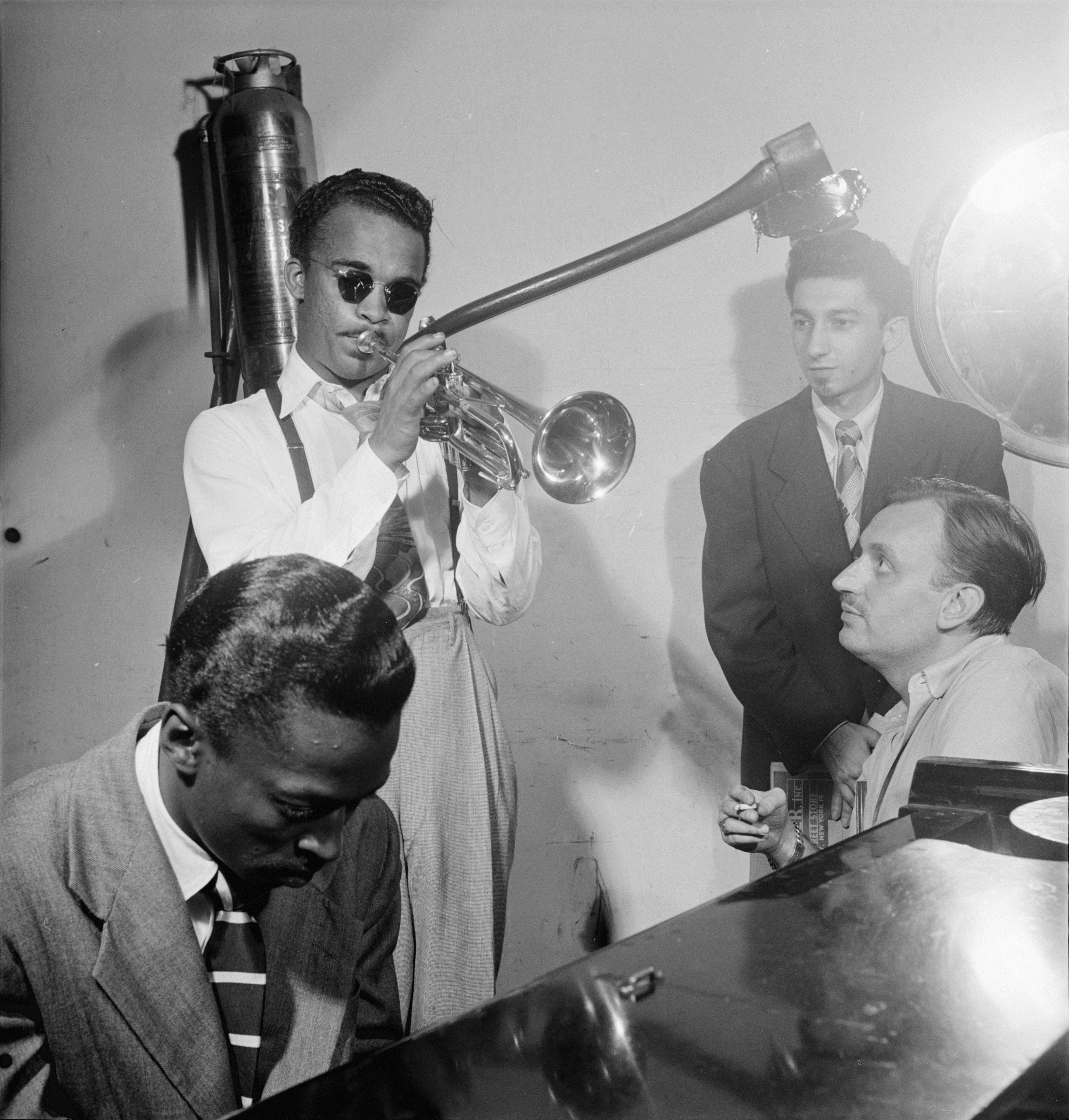
Miles Davis al piano con Howard McGhee e Brick Fleagle, ritratti da William P. Gottlieb intorno al settembre del 1947

Nello stesso periodo, egli aveva preso a frequentare la casa del compositore e arrangiatore canadese Gil Evans, che frequentava l'ambiente dei club e aveva anche ospitato Parker per qualche tempo, cercando di persuaderlo a collaborare su vari progetti musicali. Dalle conversazioni tra Evans e il gruppo di musicisti che frequentava la sua casa nacque l'idea di una formazione originale. Davis ed Evans sponsorizzarono infatti la formazione di un nonetto - poi noto come Tuba Band - dalla strumentazione insolita, comprendente un corno francese e, appunto, una tuba. L'idea musicale di base era di poter lavorare con un tessuto sonoro formato da voci strumentali che suonavano come voci umane. Davis - citando come modelli Duke Ellington e Claude Thornhill - dice che, dal punto di vista della composizione, del suono e degli arrangiamenti, l'obiettivo era creare una musica rilassata il cui suono si avvicinasse a quello delle big band del recente passato, tenendo però conto dei cambiamenti portati dal bebop.
La formazione cambiò più volte tra l'estate del 1948 (la prima uscita del gruppo) e la fine del 1949. Davis e Roach erano tra i membri fissi, così come un giovane Gerry Mulligan, che contribuì in parte agli arrangiamenti e alla composizione, e Lee Konitz, il cui nome fu suggerito da Mulligan come alternativa a Sonny Stitt, il cui suono era considerato troppo boppistico per il progetto. Al trombone fu assoldato il bianco Michael Zwerin, che si alternò in seguito con Kai Winding (in parte per l'indisponibilità di J. J. Johnson). Al McKibbon era al basso, poi rimpiazzato da Joe Shulman. I pianisti erano John Lewis (anche agli arrangiamenti) e Al Haig. La tuba era suonata da Bill Barber con Kenny Hagood alla voce e Junior Collins (rimpiazzato poi da Sandy Siegelstein e Gunther Schuller) al corno francese. L'inclusione di diversi bianchi nella formazione provocò molti malumori nella comunità dei musicisti neri.
(Miles Davis)
Il gruppo suonò per due settimane al Royal Roost di New York, nell'agosto del 1948, con un cartellone in cui venivano insolitamente accreditati gli arrangiatori. Davis ottenne un contratto con la casa discografica Capitol Records che permise al nonetto di produrre diversi dischi tra il gennaio del 1949 e l'aprile del 1950. La raccolta di tutte le undici sessioni strumentali venne infine pubblicata nel 1957 in un album dal titolo Birth of the Cool, destinato a dare il nome alla corrente detta cool jazz.
Dal punto di vista musicale, questa esperienza, che fu riconosciuta dal grande pubblico solo dopo alcuni anni, fu l'inizio dell'era post-bop per il jazz.
Dal punto di vista personale, Davis iniziò così la sua collaborazione (e la sua amicizia) con Gil Evans, che avrebbe dato ottimi frutti nei vent'anni successivi.

### Down and out (1950-1954)
(Miles Davis)
Gli inizi degli anni cinquanta sono il primo periodo di graduale sparizione dalle scene di Miles, che fu per diversi anni debilitato da una seria dipendenza dall'eroina contratta nel 1950. Suonando nei jazz club di New York, Davis frequentava spesso tossicodipendenti (molti dei quali musicisti come lui) e spacciatori di droga, e quindi le occasioni per avvicinarsi a quel mondo non gli mancavano di certo. Il pessimo esempio rappresentato da Bird, Powell e altri protagonisti della scena bebop aveva portato amari frutti e molti dei giovani musicisti di punta di quel periodo, inclusi gli amici del circolo di Davis, erano tossicodipendenti. Non pochi avrebbero pagato questa condizione con la rovina personale e professionale, o addirittura con la vita.
Oltre all'aspetto ambientale, furono molti i fattori personali che favorirono la caduta di Davis nella tossicodipendenza, con la quale intrattenne per tutta la vita un rapporto complicato.
Dal punto di vista professionale, Birth of the Cool fu inizialmente un successo di critica, ma non di pubblico. Nello stesso tempo, lo stile cool, che Davis sentiva di aver inventato - e al quale aveva indubbiamente dato un impulso fondamentale - portava al successo soprattutto formazioni di musicisti bianchi - fra l'altro spesso suoi ex collaboratori - fatto che Davis mal digeriva.

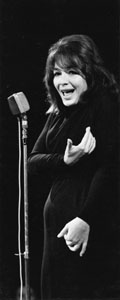
Juliétte Gréco nel 1963

Attorno al 1949, Miles intraprese una tournée a Parigi assieme a Tadd Dameron, Kenny Clarke e James Moody. Fu affascinato dall'ambiente intellettuale della capitale francese, e frequentandone il milieu artistico ed esistenzialista incontrò l'attrice Juliette Gréco di cui s'innamorò. Doversi separare da Juliette rese il suo ritorno a New York (da cui Clarke aveva tentato di dissuaderlo) ancora più traumatico e fu l'inizio del deterioramento del suo primo matrimonio con Irene. Come se non bastasse, il paragone tra il rispetto tributato ai jazzisti in Francia e il relativo disinteresse che incontravano negli USA lo depresse profondamente. E appunto al suo ritorno negli Stati Uniti e alla separazione dalla Gréco Davis attribuisce la causa principale della sua tossicodipendenza.
Miles si accorse di non poter fare più a meno dell'eroina all'inizio del 1950. Nel corso dei quattro anni successivi egli avrebbe assistito alla morte del suo amico Fats Navarro, ottenuto denaro in prestito da tutti i suoi amici e conoscenti e sfruttato prostitute per poter acquistare l'eroina da cui dipendeva. A Los Angeles, mentre era in tour, fu arrestato per detenzione di droga. Tra il 1952 e il 1953 la sua dipendenza iniziò a nuocere alla sua capacità di suonare, e come se non bastasse divenne di pubblico dominio, con conseguenze catastrofiche sulle sue pubbliche relazioni. Accortosi della sua situazione precaria, Davis intraprese diversi tentativi di disintossicazione. Ebbe successo solo nel 1954, quando, tornato a St. Louis, riuscì a vincere la fase acuta della dipendenza con l'aiuto e l'incoraggiamento di suo padre. In seguito, per evitare ricadute, si isolò completamente dal suo ambiente per diversi mesi: si tenne lontano dalla scena di New York e lavorò saltuariamente a Detroit e in club di altre città del Midwest, fino a che fu quasi completamente libero dalla tossicodipendenza.

### Blue Period
(Miles Davis)
Nonostante questi problemi, tra il 1950 e il 1954 Miles ebbe una copiosa produzione discografica e collaborò con molti importanti musicisti. Venne anche in contatto con la musica del pianista di Philadelphia Ahmad Jamal, il cui uso dello spazio (così diverso dallo stile affollato preferito nel bebop) lo influenzò molto. Nel 1950 Davis aveva incontrato Bob Weinstock, della Prestige Records, con cui firmò un contratto. Negli anni tra il 1951 e il 1954 Miles Davis pubblicò una serie di album che consistevano di sessioni con formazioni la cui composizione è varia e la cui qualità è tuttavia invariabilmente molto elevata. Sono di questo periodo gli album Dig, Blue Haze, Bags' Groove, Miles Davis and the Modern Jazz Giants e Walkin'; altrettanto significative e fondamentali sono le incisioni per l'etichetta Blue Note, raccolte successivamente negli album Miles Davis Volume 1 e Volume 2. Fu durante questi anni che Davis iniziò a usare sistematicamente la sordina Harmon (tenuta molto vicino al microfono) che caratterizzerà il suo suono fino al periodo elettronico. Con queste incisioni Davis si segnalò come un musicista maturo e una personalità originale: in controtendenza rispetto al periodo e al nascente hard bop (di cui fu comunque l'architetto principale, assieme a Horace Silver), Miles tende a semplificare la musica e lasciar maggiore respiro agli strumenti. Il nuovo stile messo a punto dal trombettista è sobrio, profondo, intensamente lirico e sensuale, meditativo, attraversato da tensione e cupezza, con i silenzi e gli spazi fra le note chiamati a svolgere un ruolo fondamentale nel valorizzare ed esaltare le atmosfere.

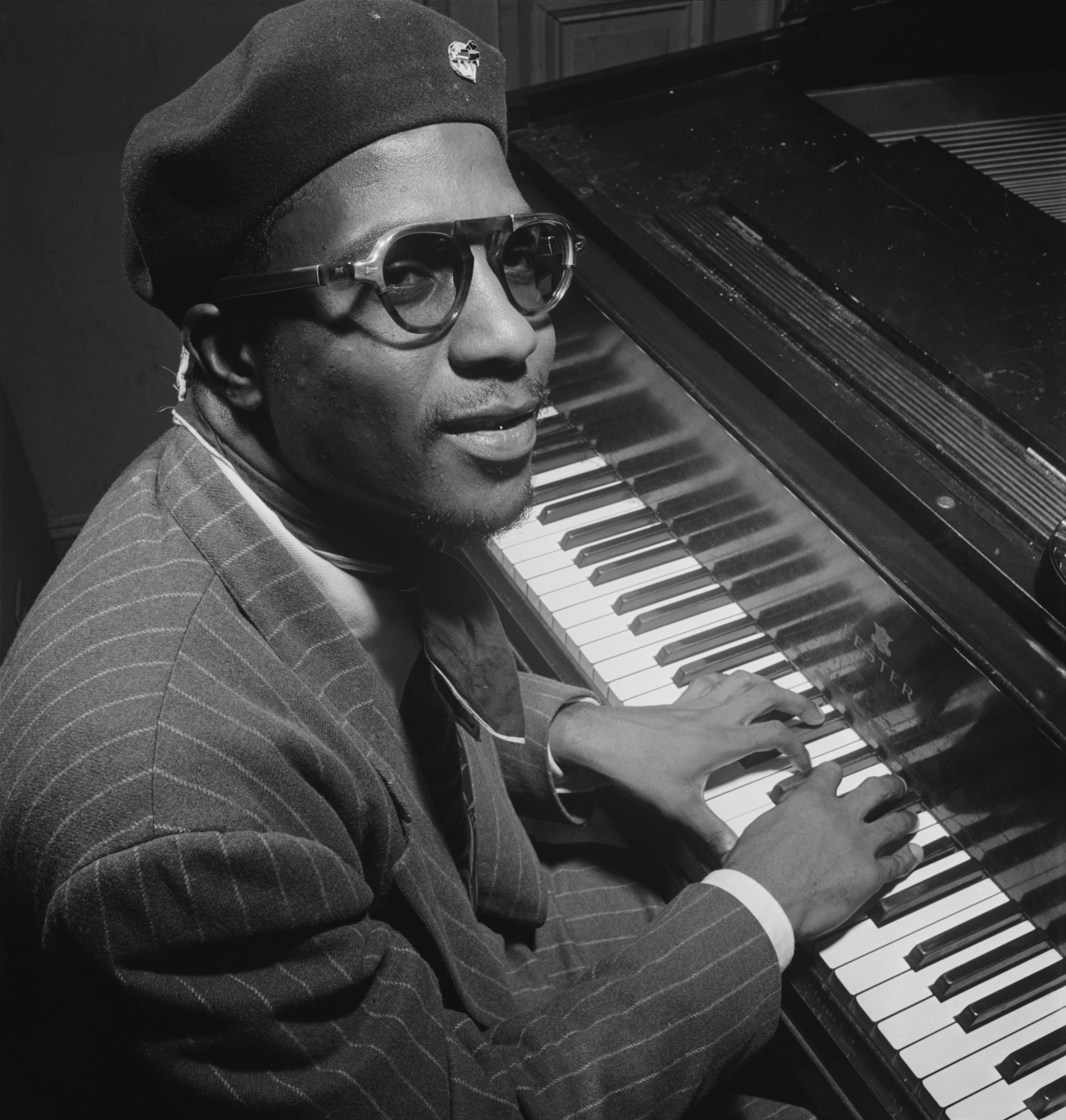
Thelonious Monk, Minton's Playhouse, settembre 1947

Questi dischi fotografano bene la personalità artistica di Miles nel corso di un periodo che, se ci si focalizzasse solo sulle tormentate vicende personali, potrebbe apparire oscuro, e fu invece formativo e scintillante per quello che riguarda la parte artistica. Per quello che riguarda il Davis strumentista e compositore si cristallizzano le caratteristiche che lo accompagneranno per il resto della sua vita. Sul piano compositivo, conclusa l'esperienza iniziata con i complessi arrangiamenti di Birth of the Cool, che non erano in ogni caso suoi, Miles si attiene a un profilo minimalista, preferendo strutture armoniche semplici a cui sovrappone melodie lineari e aggraziate, che permettono una grande libertà di variazione in sede di esecuzione. Sul piano solistico, egli mette a punto il materiale tematico che per molti anni elaborerà e sfrutterà nei suoi assoli, cosa evidente soprattutto nei blues medium-up. Il percorso che va dalla title track di Walkin' e le due versioni di Bag's Groove agli assoli delle varie versioni di (ad esempio) Straight, no Chaser del 1958 e successive mostra un processo compositivo durato diversi anni. Allo stesso modo, Miles affina il suo approccio alle ballad, che saranno il suo cavallo di battaglia fino a quando, all'inizio degli anni 1980, deciderà di non suonarle più.
Dal punto di vista storico, essi mettono in luce la fitta rete di rapporti che Miles e i musicisti dell'epoca postbop intrattenevano nelle sessioni in studio, che avrebbero poi lasciato tracce nelle carriere e negli orientamenti della maggior parte dei musicisti coinvolti.
Molti degli album Prestige non furono però pubblicati subito. Per il suo ritorno alla ribalta, Miles dovette attendere il Festival di Newport del 1955. Il grande successo che accolsero il suo concerto e il suo leggendario assolo su 'Round Midnight - accompagnato al pianoforte dallo stesso Thelonious Monk lo fecero notare dal produttore della Columbia Records George Avakian, che di lì a poco lo convinse a firmare per la sua casa discografica.

## Il successo

### Il primo quintetto (1955-1958)
Davis fece ritorno a New York con un nuovo vigore, e formò quindi il suo primo quintetto stabile. In questo gruppo militavano John Coltrane al sax tenore, Red Garland al pianoforte, Paul Chambers al contrabbasso e Philly Joe Jones alla batteria. Il gruppo univa al recupero di brani tradizionali e di standard del periodo preboppistico, una rivisitazione in chiave più asciutta dei classici del bop.
Formatosi nel 1955, questo quintetto rappresentò una delle grandi formazioni dell'hard bop. Le quattro incisioni fondamentali del gruppo per la Prestige Records (gli album Relaxin' with the Miles Davis Quintet, Steamin', Workin' with the Miles Davis Quintet e Cookin') saranno anche gli ultimi di Davis con questa casa di produzione. Negli stessi mesi, infatti, uscì il suo album d'esordio con la Columbia, 'Round About Midnight, che rappresenta un'altra pietra miliare di quei fortunati anni.
In queste registrazioni Davis consolida il suo suono peculiare: limpido, privo di vibrato, molto spesso ammorbidito dall'uso di una sordina Harmon, su cui si innesta un fraseggio rilassato che enfatizza il registro medio dello strumento. Questa sonorità è così caratteristica da far classificare come "davisiano" ogni trombettista che vi si avvicini anche occasionalmente.
Furono anni fecondi anche per il suo sodalizio con Gil Evans, assieme al quale registrò una serie di album orchestrali di grande varietà e complessità, dando prova della sua padronanza dello strumento in tutti i contesti musicali. Nel primo album, Miles Ahead (1957), egli suona con una big band jazz e con una sezione di corni magistralmente arrangiata da Evans. Questa formazione affronta temi jazz come The Duke di Dave Brubeck, così come il brano classico The Maids of Cadiz di Léo Delibes. Tutti i brani di Miles Ahead vengono fusi in un'unica suite da Gil Evans grazie alle sue originali, finissime tessiture orchestrali; Davis svolge il ruolo di unico solista.
Il quintetto venne sciolto una prima volta da Davis attorno al 1957, a causa dei problemi che la tossicodipendenza causava ad alcuni dei componenti della band. Per il successivo ingaggio al Cafè Bohemia, Miles ristrutturò il suo gruppo assumendo Art Taylor alla batteria e Sonny Rollins al sax, una formazione che non durò a lungo.
Miles tornò in Francia, dove ritrovò Juliette e incise la colonna sonora del film di Louis Malle, Ascensore per il patibolo (Ascenseur pour l'échafaud), con un innovativo procedimento di composizione istantanea: l'incisione fu ricavata dal materiale sonoro, quasi completamente improvvisato, nato mentre i musicisti guardavano le scene del film.
Di nuovo a New York, Davis reclutò per la sua formazione il sax contralto di Julian "Cannonball" Adderley. Anche John Coltrane, che nel frattempo si era disintossicato, venne riassunto e il sestetto - ora costituito da Davis, Coltrane, Adderley, Garland, Chambers e Philly Joe Jones - entrò in studio nel 1958 per incidere Milestones. Musicalmente, questo disco contiene sia il passato sia il futuro del jazz. Davis mostra di essere in grado di suonare blues e bebop (con l'aiuto del geniale Coltrane e dei suoi duetti con uno strepitoso Adderley), ma il vero capolavoro è la traccia che dà il nome al disco, una composizione di Davis basata sui modi dorico ed eolio in cui egli si esprime con uno stile di improvvisazione essenzialmente melodico, che sarà in seguito definito modale.
Nello stesso anno, Davis ed Evans registrano Porgy and Bess, una selezione di pezzi basata sul classico di George Gershwin, nell'arrangiamento di Evans. Gli ampi spazi che l'orchestrazione riserva agli assoli di Davis gli permettono di mostrare la sua padronanza nelle variazioni ed estensioni dei temi così come le sue originali idee melodiche. Sempre del 1958 è poi il celebre LP Somethin' Else con il quintetto di Cannonball Adderley, in una delle ultime apparizioni di Miles Davis come mero sideman.

### Kind of Blue(1959)
(Miles Davis)
Nel marzo del 1959 Davis tornò in studio con un sestetto rimaneggiato (Garland e Jones avevano ormai ufficializzato la separazione). C'erano Coltrane, Adderley e Chambers, Jimmy Cobb alla batteria e Bill Evans si alternava al piano con Wynton Kelly. Da quella seduta sarebbe nato l'album considerato il suo capolavoro. Registrato in appena due sessioni e improvvisato dal gruppo sulle scheletriche strutture armoniche abbozzate da Davis ed Evans, Kind of Blue rivoluzionerà il jazz. Si tratta ancora una volta (dopo Birth of the cool) di un concept album o meglio un manifesto, che inaugura l'età del jazz modale. E ancora una volta, Miles impresse il suo marchio stilistico su idee che aveva raccolto altrove: l'elaborazione teorica proveniva, in gran parte, dagli scritti del pianista, compositore e musicologo George Russell (The lydian chromatic concept of tonal organization) che Bill Evans aveva già cominciato a mettere in pratica da qualche tempo. Lo stesso Davis aveva già iniziato a suonare in stile modale, come attesta il precedente album di studio Milestones (si ascolti il pezzo omonimo). Kind of Blue rappresenta l'occasione in cui tutte le componenti - teoria, composizione, metodo di lavoro, personalità ispirate - si fondono in un'opera compiuta.
(Jimmy Cobb, su Kind of Blue attribuito nelle note di copertina.)
Liberato dalle strutture armoniche che avevano guidato i suoi lavori precedenti e magnificamente accompagnato dalla band, Davis ebbe spazio sufficiente per estendere le sue nuove idee armoniche e melodiche, e ne diede altrettanto ai suoi collaboratori: la registrazione è notevolissima non solo per l'aspetto compositivo e di spontaneità, ben sottolineato da Evans nelle note di copertina, ma anche per la possibilità che è offerta a tutti i componenti della formazione di far risuonare con grande libertà la propria voce creando allo stesso tempo un suono collettivo estremamente caratterizzato. Citato come il disco di jazz più venduto di tutti i tempi, e ancora ritenuto il migliore, Kind of Blue ha influenzato numerosi musicisti, jazz e di altri generi, e tuttora rimane un pilastro fondamentale nel mondo della musica.

#### L'arresto per "resistenza a pubblico ufficiale"
(Jimmy Cobb)
Lo stesso anno, durante una pausa fuori dal "Birdland", club di New York, Davis venne pestato dalla polizia e quindi arrestato. Molti testimoni - tra cui la giornalista Dorothy Kilgallen, un'amica di Miles che attraverso la sua popolare rubrica diede grande rilievo all'episodio - assistettero alla scena: la versione dei fatti che essi diedero contribuì a far cadere le accuse di resistenza a pubblico ufficiale dopo diversi dibattimenti. Miles, che attribuiva - probabilmente a ragione - la sua aggressione a motivazioni razziali, citò la polizia di New York chiedendo 500 000 dollari di danni (cifra enorme per l'epoca), ma il suo avvocato lasciò scadere i termini prima di presentare l'istanza.
Questo episodio lasciò in lui una ferita interiore che non si sarebbe più rimarginata, ed egli stesso fa risalire a questo episodio buona parte del deterioramento del proprio atteggiamento verso il mondo in generale. Per il resto della sua vita Miles fu accompagnato dalla sensazione di essere sottovalutato per motivi razziali. Molti degli atteggiamenti, di volta in volta scontrosi o clamorosi, che assunse negli anni successivi, paiono spesso avere questa percezione come bersaglio diretto o indiretto.

### Interludi (1960-1962)
(Jimmy Cobb)
Dopo Kind of Blue, Miles prese una pausa dal suo gruppo, e il suo gruppo prese una pausa da lui. Tra il 1959 e il 1960 tutti i componenti del primo quintetto/sestetto, con l'eccezione di Paul Chambers, si staccarono dal leader, alcuni per intraprendere carriere di leader spesso luminosissime (è il caso di Coltrane, Bill Evans e Cannonball Adderley). Per il quintetto, Davis assunse Wynton Kelly al piano e Jim Cobb alla batteria. Il distacco da Coltrane fu quello che addolorò di più Davis, anche se la divergenza musicale tra i due era ormai evidente. I rapporti personali tra i due rimasero comunque buoni e l'ammirazione di Davis per Coltrane non diminuì, anche se le dichiarazioni degli anni successivi dimostrarono che egli non apprezzava troppo né le scelte musicali free di Coltrane dopo A Love Supreme, né gran parte dei suoi collaboratori. In pratica, Miles ebbe parole di apprezzamento per il solo Elvin Jones, e rilasciò giudizi poco caritatevoli sia su McCoy Tyner sia su Eric Dolphy, ma non criticò mai apertamente Coltrane.
Prima del definitivo distacco, Davis convinse Coltrane a seguirlo in un ultimo tour europeo, un concerto del quale è immortalato nell'album Live in Stockholm. L'incisione dimostra sia la perfezione con cui il materiale inciso in Kind of Blue veniva trattato dal vivo, sia il distanziarsi di Coltrane dallo stile che, con Davis, aveva contribuito a creare: all'epoca, Coltrane aveva già inciso il suo fondamentale Giant Steps. Andandosene, Coltrane consigliò a Wayne Shorter di proporsi a Davis come suo rimpiazzo. La cosa naturalmente non andò a genio a Davis, che rifiutò l'offerta in malo modo: il fatto che Shorter sarebbe ciononostante divenuto, a pochi anni di distanza, il tenorista di riferimento del secondo quintetto, dimostra una volta di più l'intesa sotterranea che esisteva tra Davis e Coltrane.
Al ritorno dal tour europeo, Davis sposò la ballerina Frances ("Fran") Taylor, che aveva incontrato nel 1953 e che gli era stata vicina più o meno per tutta la decade, rinunciando a una brillante carriera a Broadway per stargli accanto.
Libero da un gruppo fisso, e probabilmente in cerca di qualcosa di diverso, Miles continuò il suo lavoro con Gil Evans, creando con lui, in studio e dal vivo, opere in cui il sontuoso tessuto orchestrale di Gil si fondeva perfettamente con la liricità, ormai classica, della tromba di Miles: l'album fondamentale del periodo è Sketches of Spain che, ascoltato a distanza di oltre 60 anni, non ha perso nulla dello smalto che lo fece salutare con entusiasmo all'atto della pubblicazione. Dal lavoro di quegli anni con Gil Evans venne pubblicato anche un altro album di studio, Quiet Nights, una collezione di pezzi di bossa nova la cui pubblicazione fu osteggiata tanto da Davis quanto da Evans. Fu questa anche la loro ultima collaborazione discografica, anche se la frequentazione professionale e personale continuò fino alla morte di Evans. Dopo la sua scomparsa, Davis ebbe a dire: "Gil era il mio migliore amico".
Oltre alle versioni in rete (21 settembre 1955, 7 agosto 1958, giugno 1964, 13 giugno 1968, 27 giugno 1968), la collezione completa e il testo di molte altre interviste sono pubblicate in:
- Bill Kirchner (ed) A Miles Davis Reader, Smithsonian Institute Press, 1997

Durante la prima parte degli anni sessanta, Miles non fu mai senza un gruppo e continuò a incidere album di successo. Gli mancava tuttavia un gruppo stabile che facesse da veicolo sicuro all'impronta stilistica che stava perseguendo. Già nel tour europeo aveva iniziato a provare Sonny Stitt (che fu con Davis per circa sei mesi, e che si può ascoltare nella versione estesa di Live in Stockholm) come rimpiazzo di Coltrane. Questi tornò brevemente in studio con Davis per l'album Someday My Prince Will Come nel 1961, un'ottima prova spesso offuscata, nel giudizio dei critici, dalla magnificenza degli album che l'avevano preceduta. Un altro sassofonista, Hank Mobley, entrò a questo punto nella formazione, che fu di nuovo sul palco per registrare alla Carnegie Hall e al Blackhawk Supper Club di San Francisco. Nel 1962, fu in tour con un sestetto di breve durata, che includeva J. J. Johnson e Sonny Rollins e registrò dal vivo At The Carnegie Hall (1962) - con Gil Evans. Il 1962 si chiuse con la morte di suo padre, Miles II, un evento che prostrò Davis profondamente.

### Il secondo quintetto (1963-1968)
(Miles Davis)

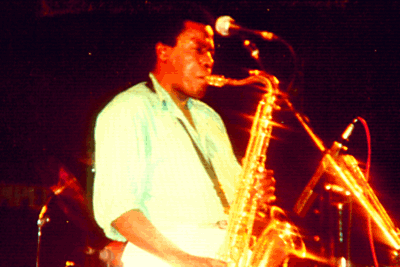
Wayne Shorter

Nel 1963 l'intera sezione ritmica di Davis (Chambers, Kelly, Cobb) lo abbandonò, e così la sessione dei fiati. Davis contattò allora un sassofonista che gli aveva consigliato Coltrane, George Coleman, un bassista amico di Chambers dai tempi di Detroit, Ron Carter, e due promettenti giovani, il batterista diciassettenne Tony Williams e il pianista Herbie Hancock.
La nuova formazione registrò diversi ottimi album: Seven Steps to Heaven (1963) e My Funny Valentine (1964), si aggiunsero alle registrazioni live di In Person (1961), Four & More (1964) e In Europe (1964). Questi album, che sono spesso considerati di transizione, sono a volte sottovalutati: si tratta in realtà di prove che ritraggono Miles Davis al picco della sua capacità tecnica di strumentista e documentano il momento del massimo possesso della forma musicale il cui sviluppo era stato intrapreso da Davis alla metà degli anni cinquanta, e possono essere considerati (soprattutto Seven Steps to Heaven) il canto del cigno dell'hard bop. I rapporti tra Coleman e il resto del gruppo però non erano buoni (soprattutto con Williams, che pensava che Coleman fosse troppo tradizionale) e il sassofonista finì per andarsene.
Williams propose allora Eric Dolphy (che a Davis non piaceva) e quando il nome fu rifiutato, il polistrumentista Sam Rivers. Davis accettò senza entusiasmo, perché non condivideva gli entusiasmi del giovane Williams per il free jazz, movimento cui Rivers aderiva. Inoltre, Davis stava considerando Wayne Shorter, che però era impegnato come direttore artistico dei Jazz Messengers di Art Blakey. La nuova formazione andò in tournée a Tokyo, dove registrò il live In Tokyo (luglio 1964). Già alla fine dell'estate Davis aveva convinto Shorter, di cui anche gli altri membri del gruppo erano entusiasti, a lasciare i Messengers. Il nuovo gruppo fu inaugurato in una serata all'Hollywood Bowl. Fu questo l'inizio del secondo grande quintetto, la cui prima prova discografica fu E.S.P. nel 1965.
Seguirono, tra il 1966 e il 1968, altre produzioni di ottimo livello: Miles Smiles, Sorcerer, Nefertiti, Miles in the Sky e Filles de Kilimanjaro. Inoltre nelle incisioni dal vivo si può ascoltare il trattamento che il nuovo quintetto offriva degli standard che, entrati a far parte del repertorio di Miles negli anni cinquanta, continuavano a costituire il cavallo di battaglia dei concerti dal vivo del gruppo. Dall'ascolto è chiaro che Miles (sentendo senza dubbio lo stile dei tempi, e probabilmente anche degli orientamenti di Williams e di Shorter, che sarebbe diventato il compositore del gruppo) sta abbandonando la lirica cantabilità degli album precedenti e va adottando un fraseggio teso, nervoso, a tratti aspro e dissonante, dominato più dalla componente ritmica e dinamica che da quella melodica.
Lo stile del nuovo gruppo si allontanava dall'approccio all'improvvisazione tipico dell'hard bop e stabilì uno stile che venne da alcuni chiamato "freebop" o anche "time no changes". Si tratta di uno stile in cui l'esecuzione, invece di concentrarsi sul giro armonico, si concentra sul tempo e sul ritmo, mentre la parte armonica viene sviluppata in maniera modale. Il cambiamento maggiore si può ascoltare nella sezione ritmica, che si muove più liberamente e cambia autonomamente le caratteristiche del pezzo, seguita dai solisti. Fu probabilmente in questo spirito di "modernità" che, a partire dal 1967, nei concerti dal vivo il gruppo iniziò a suonare tutto il concerto in unico set, in cui un pezzo terminava e veniva subito seguito da un altro, senza annunci (questa innovazione fu piuttosto criticata).
Gli album Miles in the Sky e Filles de Kilimanjaro videro l'introduzione di alcuni strumenti elettrici (pianoforte, chitarra e basso) in un chiaro anticipo della fase fusion della carriera artistica di Davis. Si nota anche l'introduzione di ritmi più orientati al rock. Prima della fine della registrazione di Filles de Kilimanjaro, Dave Holland e Chick Corea avevano sostituito Carter e Hancock, che avrebbero comunque partecipato ad altre sessioni di registrazione, e poco dopo Davis riprese un maggior ruolo nella composizione dei pezzi.
Dopo la registrazione di E.S.P., nel 1965, il matrimonio con Frances (che fu ritratta su diverse copertine di album e in particolare su quella di E.S.P.) finì, soprattutto a causa del comportamento erratico di Davis (che ora soffriva di svariati problemi fisici, soprattutto di una dolorosa affezione a un'anca). Miles ricominciò l'altalenante ciclo di avvicinamento e allontanamento dalle droghe che fu una caratteristica della sua vita. Nel 1966 (dopo un periodo di allontanamento dalle scene dovuto a due operazioni all'anca) Davis ebbe una relazione con l'attrice Cicely Tyson, che anni dopo sarebbe diventata la sua terza moglie, e che è ritratta sulla copertina di Sorcerer. Poco dopo incontrò la cantante Betty Mabry che divenne la sua seconda moglie alla fine del 1967, e da cui divorziò nel 1969. Davis attribuisce a Betty parte del merito di avere attirato la sua attenzione sulla musica rock, avergli fatto conoscere Jimi Hendrix e Sly & the Family Stone, e sostanzialmente di aver fatto nascere il progetto che avrebbe segnato la fase successiva della sua carriera.

### The Old Thing
(Miles Davis)
A partire dal 1960 l'avanguardia del jazz fu rappresentata dai musicisti free, che seguivano il solco tracciato da Ornette Coleman con la sua "New Thing". Davis si interessò brevemente del fenomeno, abbastanza per capire di non avere in esso nessun interesse. Nel corso degli anni la sua freddezza e il suo disinteresse (quando non la sua aperta ostilità) al fenomeno del free (se non ai musicisti che lo animarono) non fecero che crescere.
I motivi sono molteplici, e Davis non ne fece segreto. Il più epidermico fu la sua perdita di favore presso le élite intellettuali che si interessavano del jazz, e che lo avevano fino ad allora colmato di quell'attenzione che ora cominciavano a dedicare alle avanguardie. Bisogna ricordare che l'avvento del free sollevò un enorme clamore i cui motivi furono parzialmente extra-musicali, collegati alla forte componente ideologica di molti dei musicisti che del free furono protagonisti, in un momento in cui la società americana era particolarmente sensibile a questo tipo di motivazioni. Anche tra le file dei musicisti più tradizionali ci fu chi si pronunciò in maniera eccezionalmente entusiasta: John Lewis (che con il suo Modern Jazz Quartet si esibiva in frac richiamandosi alla tradizione classica europea) disse addirittura che la musica di Coleman era "L'unica cosa nuova che sia accaduta al jazz dai tempi del bop".
Fosse stato solo per questo, probabilmente Miles, che aveva affrontato più di una rivoluzione musicale, avrebbe saputo digerire lo smacco. Più importanti erano i motivi artistici e ideologici. Dal punto di vista artistico, un musicista che aveva fatto del lirismo la sua cifra espressiva non poteva certo sposare il totale abbandono della forma e della struttura che erano il cavallo di battaglia delle avanguardie radicali del free: anche quando abbandonò le forme del jazz tradizionale, Davis lavorò sempre a partire da una struttura. In prospettiva si può affermare che in questo fu più lungimirante degli uomini di punta del free (Albert Ayler, Taylor, Shepp, Sanders per fare alcuni nomi) che, una volta liberatisi di ogni tipo di vincolo, non seppero indicare la via del ritorno e lasciarono che fossero altri a farlo.
Dal punto di vista ideologico, Davis ebbe a descrivere quel periodo come una macchinazione montata da critici bianchi a spese della musica nera, un modo per spingere in un vicolo cieco elitario e intellettualistico tutta una generazione di musicisti.
(Miles Davis)
Curiosamente, l'atteggiamento di Davis verso musicisti neri che si lasciarono (secondo lui) ingannare e propugnarono una musica il cui risultato sarebbe stato quello di allontanare il pubblico ha un parallelo con quello espresso da Louis Armstrong sui bopper. A distanza di anni, si può dire che entrambi i punti di vista avessero un certo merito. Infatti è difficile negare che il bebop contribuì a restringere il pubblico del jazz rispetto agli anni ruggenti delle grandi formazioni swing, e che pochissimi seguirono il free jazz fino alle sue ultime conseguenze.

### Electric Miles (1969-1975)
(Miles Davis)

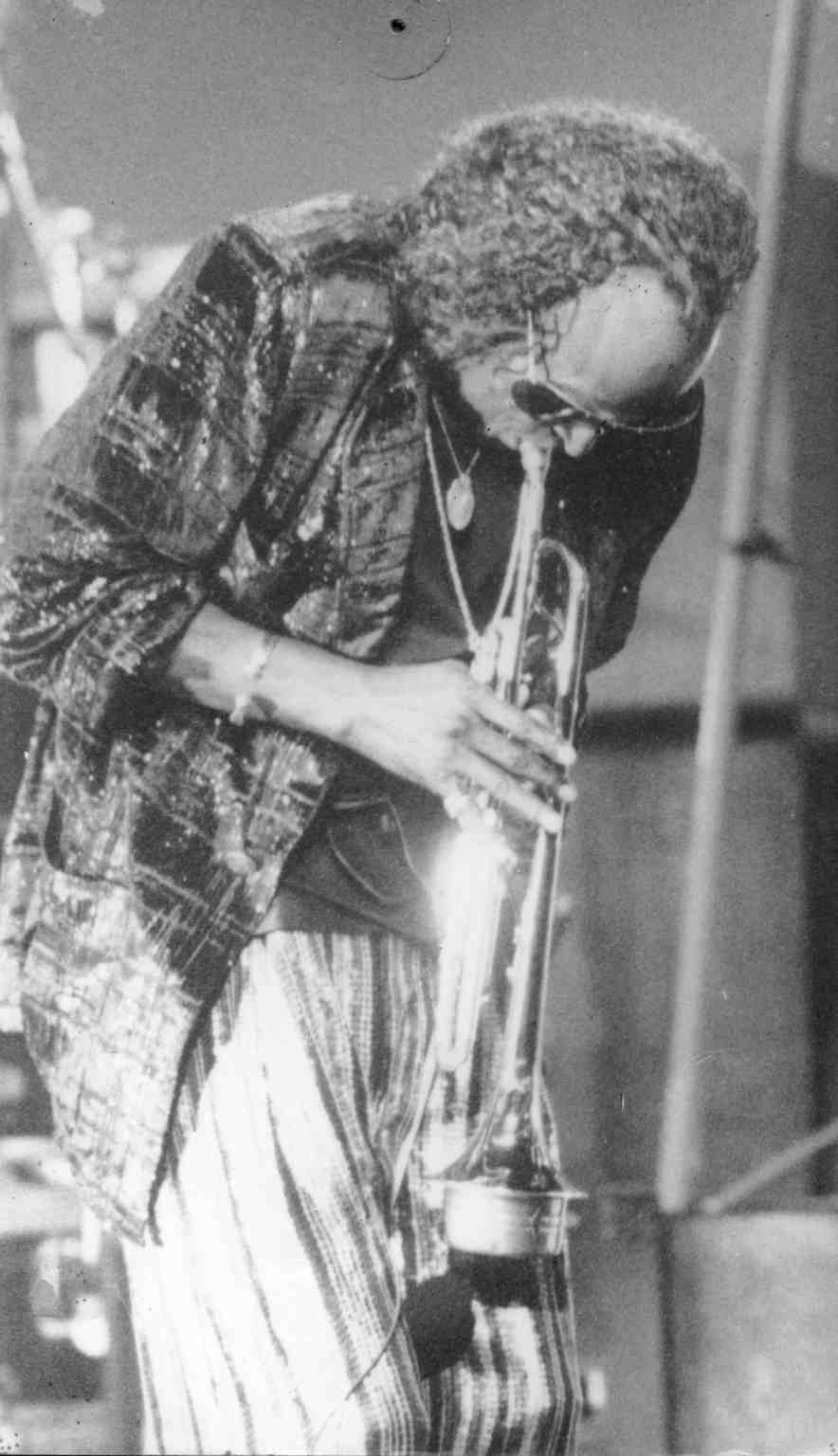
Miles Davis in concerto a Rio de Janeiro nel 1984

La transizione di Miles alla fusion fu, come hanno dimostrato recenti pubblicazioni di raccolte di materiale inedito, assai più graduale di quanto la discografia originale (in cui a Filles de Kilimanjaro segue immediatamente In a Silent Way) abbia lasciato supporre per molti anni.
Alla fine degli anni sessanta l'industria musicale attraversava un'importante trasformazione di scala dovuta tanto alle trasformazioni sociali e tecnologiche quanto all'ingresso di un'imponente massa di giovani nel mercato musicale.  Improvvisamente un disco che vendeva sessantamila copie, una media che Miles non aveva mai faticato a tenere, e che negli anni precedenti veniva considerato un discreto successo, divenne poco attraente rispetto ai volumi che potevano raggiungere le incisioni che si rivolgevano al pubblico giovanile.
In questo contesto il jazz non era più ritenuto commercialmente attraente dalle case discografiche: le spinte propulsive degli anni 1959-1960 erano esaurite; il jazz più sperimentale, poi, sembrava rivolto a una fascia molto ristretta di appassionati, non sempre acquirenti abituali di dischi.
Un ulteriore ostacolo era (ed è) costituito dalla dimensione artigianale della produzione e della fruizione del jazz, che cozzava contro le necessità di un settore che guardava ormai a un tipo di produzione industriale da promuovere tramite eventi (soprattutto megaconcerti e festival).

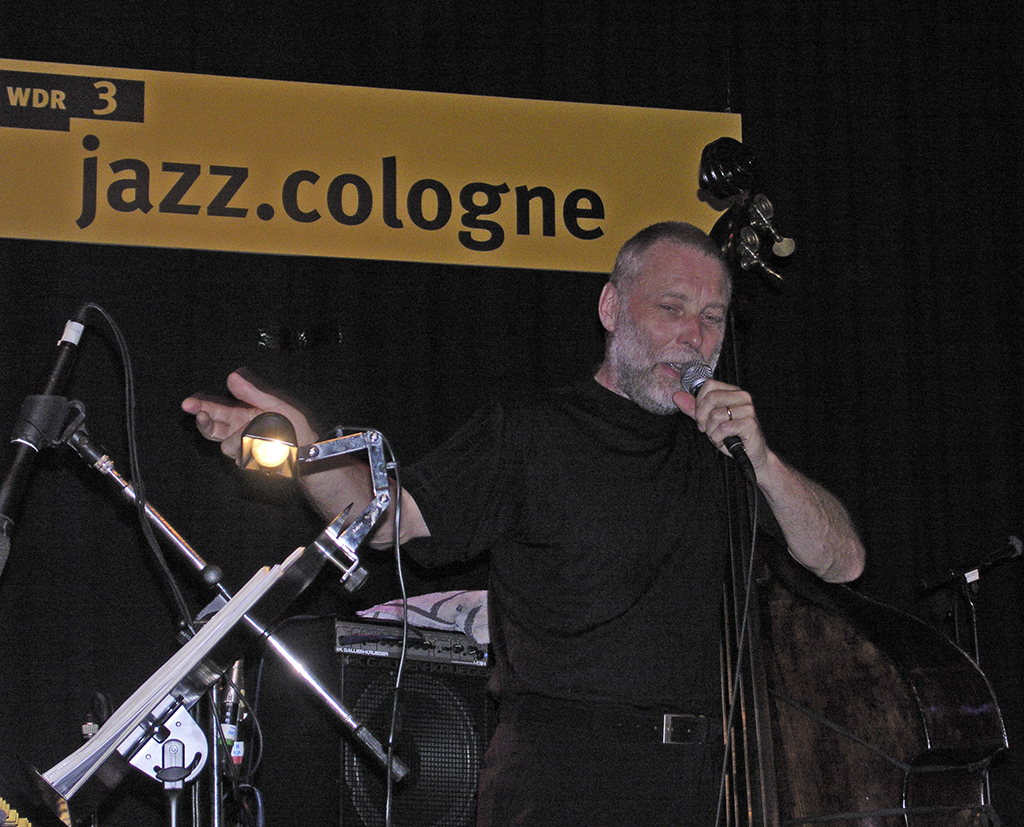
Dave Holland

Alla Columbia, Miles, i cui contratti erano ora considerati sproporzionati rispetto al suo profilo commerciale, fu messo sotto pressione dal nuovo presidente, Clive Davis, che aveva messo sotto contratto Sly Stone, i Chicago, e altri gruppi di successo. Questo non fece che rafforzare la sua decisione di continuare a mantenere il contatto col pubblico anche a costo di abbandonare molte delle caratteristiche di tutta la sua musica precedente (strumenti, tecniche compositive, metodi di produzione) e molto del suo pubblico tradizionale. In altre parole, Davis aveva ben chiaro che non avrebbe potuto riconquistare l'attenzione del pubblico continuando la vena postboppistica e che doveva in qualche modo partecipare alle innovazioni che erano state portate dal rock. Questa transizione richiedeva nuovi musicisti e, per la prima volta, anche nuovi strumenti. La musica a cui era interessato gli richiedeva di utilizzare strumenti elettrici, effetti elettronici, e, in studio, registrazioni multitraccia. Dal punto di vista delle influenze valsero le frequentazioni che Miles aveva intrapreso con artisti funk e rock come Sly & the Family Stone, James Brown e Jimi Hendrix: più tardi, in On the Corner si sarebbero rivelate anche influenze di compositori moderni come Karlheinz Stockhausen.

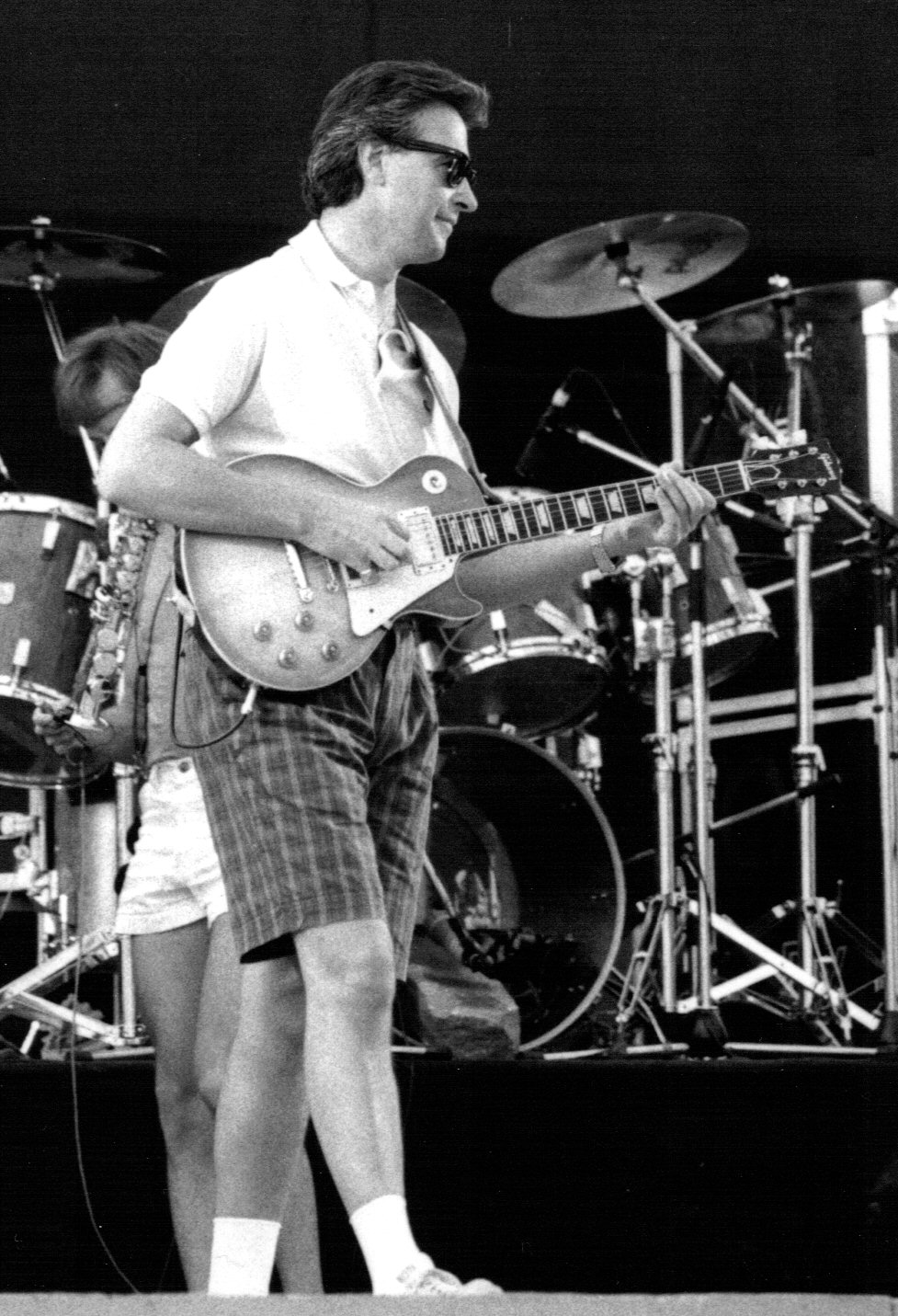
John McLaughlin

Fu in questa atmosfera che nacquero i progetti per l'incisione di In a Silent Way e Bitches Brew, che, fondendo per la prima volta alla perfezione il jazz con il rock, posero le basi di un genere che sarà conosciuto semplicemente come fusion.
Davis iniziò a rimaneggiare la sua formazione inserendo, al posto di Ron Carter e dopo un breve intermezzo in cui ebbe come bassista Miroslav Vitous, il giovane Dave Holland, al quale chiese di passare al basso elettrico. Più o meno nello stesso periodo, sia Hancock sia Williams cominciarono a volere una formazione propria. Davis incontrò Joe Zawinul, un pianista austriaco che suonava il piano elettrico nel gruppo di Cannonball Adderley, che assunse e che ebbe molta influenza sull'album In a silent way. Alla ricerca di un suono radicalmente diverso, Davis assunse anche il pianista Armando "Chick" Corea (che praticamente costrinse a suonare il piano Rhodes, come avrebbe fatto più tardi con Keith Jarrett), e cominciò a sperimentare una formazione con due bassisti (Carter, che alla fine lasciò perché non amava il basso elettrico, e Holland) e due pianoforti. Il giovane batterista Jack DeJohnette si unì al gruppo al posto di Williams.
Per l'incisione di In a Silent Way del febbraio 1969, Davis portò in studio Shorter, Hancock, Chick Corea, Joe Zawinul, Dave Holland, Tony Williams (preferendolo nell'occasione a DeJohnette) e un giovane chitarrista inglese presentatogli da Holland, John McLaughlin. La title track era una composizione di Zawinul, di cui Davis tenne la sola melodia, chiedendo ai musicisti di improvvisare tutto il resto a partire da quella. Questo fu il primo disco di Davis in cui la musica incisa consiste in una profonda rielaborazione della musica che fu effettivamente eseguita, come effetto di un corposo lavoro di postproduzione.
(Miles Davis)
Per la sessione di Bitches Brew, Davis cita esplicitamente le influenze di pezzi come Country Joe and the Preacher di Adderley e Zawinul, e del musicista inglese Paul Buckmaster, che avrebbe invitato a partecipare alla produzione del disco. Davis replicò il copione già sperimentato per Kind of Blue e In a Silent Way, portando in studio solo semplici sequenze di due, tre accordi e indicazioni dinamiche e ritmiche, lasciando per il resto carta bianca all'intuizione dei musicisti (sotto la sua supervisione). L'organico era estremamente numeroso, specialmente per quello che riguardava la sezione ritmica. Davis disse a Teo Macero di occuparsi solo della registrazione e di non fermare mai il nastro nel corso della registrazione, che durò diversi giorni. La postproduzione e il lavoro di studio furono imponenti per l'epoca e per il genere musicale: si fece ricorso a modifiche (edits) e inserimento di loop, al punto che l'intera introduzione di Pharaoh's Dance fu creata in studio.
La pubblicazione dell'album, col suo titolo shock (bitches brew significa letteralmente brodo (o sudore) di cagne: bitch è anche un modo volgare di indicare una donna nell'inglese afroamericano) e la sua copertina psichedelica, non passò inosservato.
Fin dalla pubblicazione di "In a Silent Way" fu chiaro il ruolo di primo piano che aveva l'editing e la manipolazione in studio del materiale sonoro grezzo raccolto in sala di registrazione. Di questo processo Miles - come dichiara anche nell'autobiografia - si disinteressava quasi completamente, almeno da "Sketches of Spain" in poi. Questa circostanza fa comprendere quale sia stato il ruolo - largamente occulto - che assunse la figura del produttore Teo Macero nella produzione discografica del secondo Miles, fino al suo divorzio da Columbia. Lo stesso Macero ha ricostruito il suo metodo di lavoro in diverse interviste in cui in pratica reclama per sé stesso il ruolo di coautore, se non di autore tout-court.
Secondo alcuni, Bitches Brew è l'album di jazz che ha venduto più copie: altri hanno contestato i dati, e alcuni hanno detto che non si tratta di jazz. Sicuramente fu il primo disco d'oro di Davis e vendette più di mezzo milione di copie, proiettando Miles tra le stelle della scena rock, con i quali, subito dopo, Miles iniziò a partecipare ai grandi concerti allora in voga (a partire dal concerto al Fillmore di San Francisco con i Grateful Dead). Partecipò anche a concerti con Carlos Santana e la Steve Miller Band, accettando ingaggi ridotti pur di poter prendere parte a questo tipo di eventi. Tra gli appassionati di jazz, furono molti ad accusare Davis di essersi venduto, e i suoi accresciuti guadagni furono indicati come prova.
(Miles Davis)
In questo periodo, Davis diede concerti col cosiddetto "quintetto perduto", di cui non esistono registrazioni, con Shorter, Corea, Holland e DeJohnette, suonando materiale tratto da Bitches Brew, In a Silent Way, e dal repertorio del precedente quintetto. La formazione continuò poi a evolvere in direzione funk, con la sostituzione di Shorter con Steve Grossman, l'inserimento di Keith Jarrett come secondo tastierista e il passaggio completo di Holland al basso elettrico.
Questi gruppi produssero diversi album dal vivo: Live at the Fillmore East, March 7, 1970: It's About That Time (marzo 1970; ultima apparizione di Shorter col gruppo), Black Beauty: Miles Davis at Fillmore West (aprile 1970 con Steve Grossman) e Miles Davis at Fillmore: Live at the Fillmore East. L'album Live-Evil del dicembre 1970 vide una formazione profondamente rimaneggiata e con un orientamento decisamente funk, con il solo Jarrett alle tastiere, Gary Bartz al posto di Grossman ai sassofoni, Michael Henderson al posto di Holland al basso, Billy Cobham alla batteria e l'aggiunta di Airto Moreira alle percussioni. Un altro elemento di distanza dai suoni tradizionali di Miles fu introdotto quando egli cominciò a sperimentare un effetto di wah wah sulla sua tromba. Questo gruppo è spesso chiamato la "Cellar Door band" (il nome del club in cui vennero registrate le parti dal vivo di Live-Evil), e non entrò mai in studio, ma è stato documentato nel cofanetto da sei CD The Cellar Door Sessions, che fu registrato nel corso di quattro serate nel dicembre del 1970.
Nel 1970 Davis diede un notevole contributo alla colonna sonora del documentario sul grande pugile afro-americano Jack Johnson. Appassionato di pugilato, e pugile dilettante egli stesso, Davis ha tracciato dei parallelismi con Johnson, la cui carriera è stata segnata dall'infruttuosa ricerca di un pugile bianco che avrebbe potuto spodestarlo, e la sua carriera, in cui avvertiva i mancati riconoscimenti che egli riteneva di meritare per il suo contributo alla musica. L'album risultante, A Tribute to Jack Johnson del 1971, contiene due lunghi brani, cui parteciparono molti musicisti di talento, alcuni dei quali non sono citati nel disco. Fra questi John McLaughlin, Billy Cobham e Sonny Sharrock. Questo album è da molti considerato il più perfetto per quello che riguarda l'uso che Teo Macero e Davis fecero dell'elettronica e delle sonorità provenienti dal rock. La pubblicazione della raccolta in cinque CD The Complete Jack Johnson Sessions, nel 2003 ha oggi reso possibile constatare la profondità del lavoro di studio svolto in quell'occasione.
Nel 1970 Miles Davis prese parte al festival rock dell'isola di Wight, davanti a 600 000 spettatori, e ricominciò a cercare un'occasione discografica con Jimi Hendrix con il quale aveva in più occasioni suonato privatamente. La morte di Hendrix pose purtroppo fine a questi progetti.

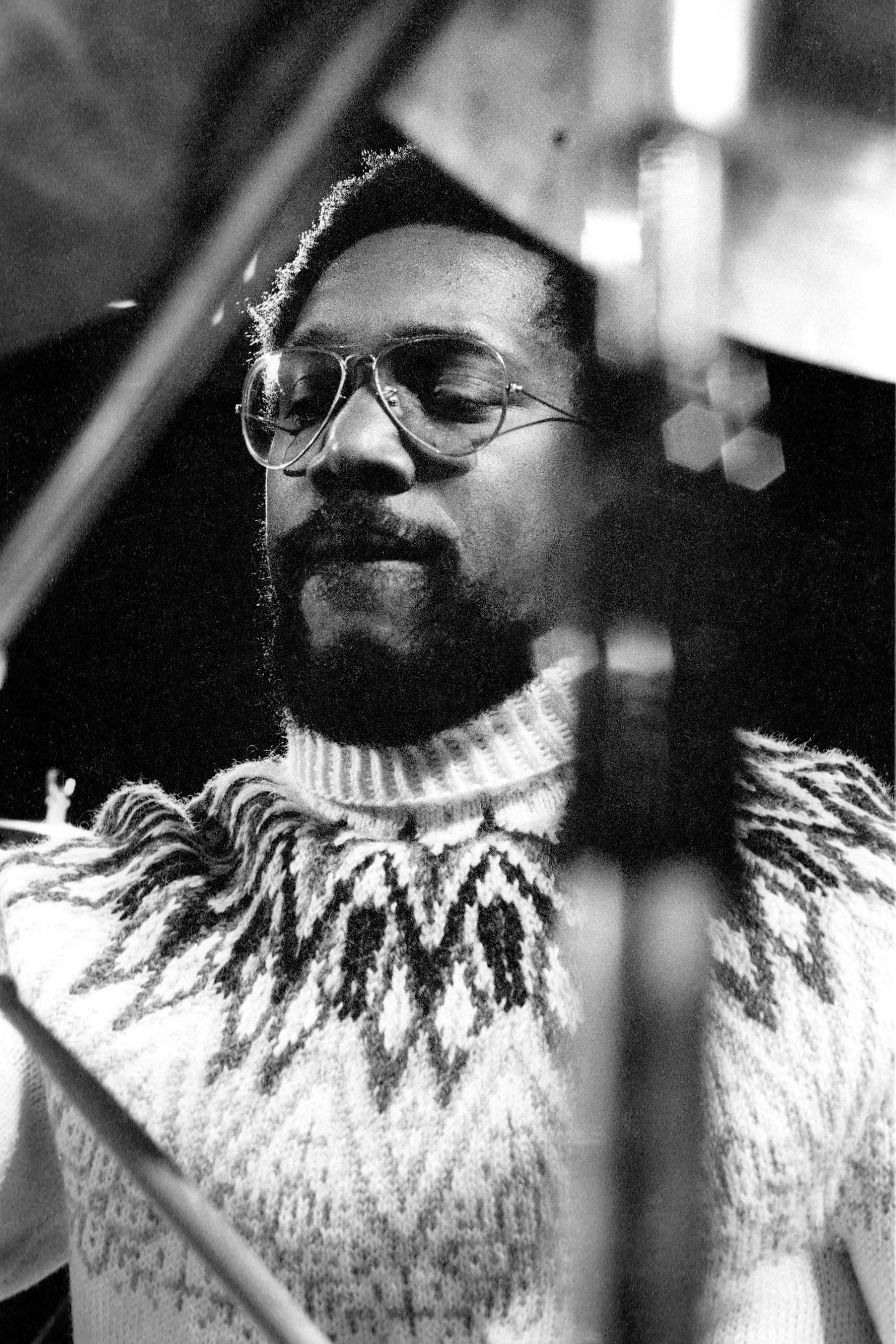
Billy Cobham

In quel periodo, e fino al 1975, Miles si avvaleva di una gran quantità di collaboratori, in studio e nei concerti, un folto gruppo che veniva chiamato "La compagnia all'ingrosso dei suonatori di Miles Davis". Sempre alla ricerca di nuovi suoni, esplorava i più svariati generi musicali deludendo con regolarità il pubblico tradizionalista del jazz, cosa che avrebbe continuato a fare fino alla morte.
(Miles Davis a Badal Roy, durante la registrazione di On the Corner)
Come dichiara nell'autobiografia, quello che a questo punto gli interessava era coinvolgere, con la sua musica, i giovani afro-americani, come faceva in quel periodo il suo ex-pianista Herbie Hancock in album come Headhunters.
L'album On the Corner del 1972, prodotto da questa ricerca, dimostra una disinvolta padronanza del funk che tuttavia non sacrifica le sfumature ritmiche, melodiche e armoniche, che costituivano da sempre una delle caratteristiche della sua musica. In questo album sono evidenti le influenze del lavoro di studio di Paul Buckmaster e dell'ascolto di Stockhausen, soprattutto nell'intricato lavoro di sovraregistrazioni e rimaneggiamenti di postproduzione. Alle registrazioni presero parte anche Billy Cobham e il sassofonista Carlos Garnett.
L'album divise la critica, e la maggioranza lo stroncò. Nell'autobiografia, Davis attribuisce questo atteggiamento all'incapacità dei critici di incasellare l'album, e lamenta il fatto che la promozione di On the corner, effettuata "solo sulle stazioni radio tradizionali" non raggiunse il pubblico dei giovani afroamericani per cui era stato pensato. Miles lo riteneva "un disco per cui la mia gente potrebbe ricordarmi".
Da On the Corner, emerse una formazione stabile di cui facevano parte Michael Henderson, Carlos Garnett e il percussionista James Mtume (della "Cellar Door band"), poi il chitarrista Reggie Lucas, il tablista Badal Roy, il sitarista Khalil Balakrishna, e il batterista Al Foster. Nessuno di questi era un solista jazz di prima grandezza (molti avevano una carriera in altri generi musicali - tranne Foster che era già un apprezzato sideman e sarebbe rimasto con Davis molto a lungo) e la musica che producevano si concentrava sulla densità ritmica e la diversità timbrica piuttosto che sugli assoli individuali.
Questa formazione, che registrò alla Philharmonic Hall l'album In Concert del 1972, non durò, anche perché Miles non era completamente soddisfatto, e nel corso del 1973 abbandonò sitar e tabla, iniziò a suonare le tastiere egli stesso e aggiunse il chitarrista Pete Cosey. Questa nuova formazione durò circa un paio d'anni con l'aggiunta di Dave Liebman (flauto e sax) poi rimpiazzato da Sonny Fortune nel 1974.
Alla metà degli anni settanta, Miles cominciò a ridurre la sua produzione discografica. Big Fun, del 1974, era un doppio contenente due lunghe jam session registrate tra il 1969 e il 1972. Get Up with It (1974: l'ultimo album in studio per quel decennio) era una collezione di inediti e registrazioni dei cinque anni precedenti, compresa He Loved Him Madly, uno speciale tributo a Duke Ellington, e uno dei pezzi più acclamati del Davis di quegli anni, Calipso Frelimo. La critica lo ritenne un disco con troppe idee non sviluppate: alcune di queste idee come si vide in seguito sarebbero state riprese dalla musica hip hop, trip hop e da altre correnti musicali elettroniche alla fine del XX secolo.
Nello stesso periodo, la Columbia pubblicò tre album live: Dark Magus, Agharta e Pangaea: il primo da un concerto a New York, gli altri registrazioni effettuate durante un concerto a Osaka, nel febbraio del 1975. La musica poggia su un tessuto di chitarra elettrica distorta creato da Reggie Lucas e Pete Cosey (e l'aggiunta di un terzo chitarrista, Dominique Gaumont in Dark Magus) e linee funk di basso e batteria su cui intervengono le ance, la tromba elettrificata di Miles e l'organo elettrico. Dopo questi album Miles non avrebbe più registrato fino agli inizi del 1980.

## Gli ultimi anni

### Silenzio (1975-1980)
(Miles Davis)
Nel 1975 Miles era tormentato da diversi malanni: diabete, artrite (a causa della quale dovette farsi sostituire l'anca nel 1976), borsite, ulcera, problemi renali. Era depresso e aveva ricominciato a drogarsi (soprattutto cocaina, marijuana e narcotici) e beveva in maniera smisurata. I suoi concerti di quegli anni venivano regolarmente stroncati anche da critici che lo avevano sempre sostenuto. Nel 1975, al suo arrivo in Giappone per una tournée, Miles era sull'orlo del collasso fisico e mentale, e nemmeno la vodka e la cocaina riuscivano più a tenerlo in piedi.
La fusion che egli aveva inventato dilagava, ma (come già era accaduto per il cool jazz) non gli pareva giusto come molti dei suoi ex musicisti ne godessero i frutti e gli pareva di non ricevere abbastanza riconoscimenti (benché guadagnasse più di mezzo milione di dollari all'anno, una somma enorme per l'epoca). Un tour del 1975 in cui faceva da apertura per Herbie Hancock gli parve particolarmente umiliante, e arrivò a cacciare Hancock dal suo camerino.

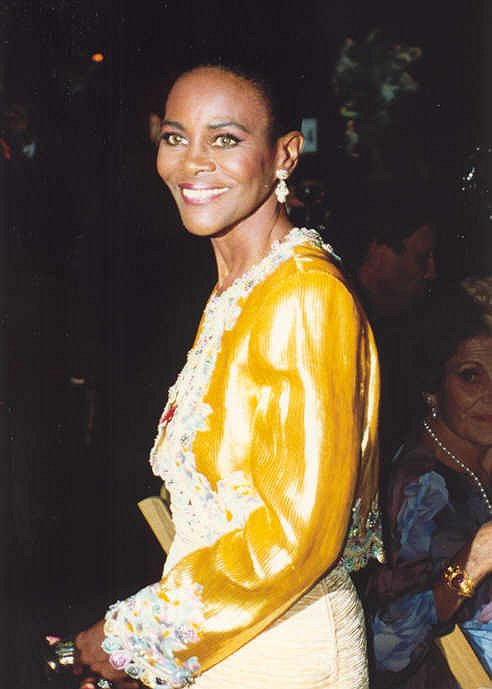
Cicely Tyson.

Miles Davis si ritirò dalle scene e smise di studiare ed esercitarsi. I cinque anni che seguirono sono ricordati nella sua autobiografia come un periodo annebbiato di dipendenza dalla droga, di comportamenti psicotici e di graduale, crescente isolamento che lo portarono lontano da tutto e da tutti. La maggior parte dei suoi amici lo abbandonò quando egli iniziò a trascorrere le giornate segregato in casa, guardando la televisione e drogandosi. Di questo periodo si sa che Davis partecipò a tre sessioni di registrazione pressoché fallimentari, cui presero parte, tra gli altri, Gil Evans (che se ne andò per non essere stato pagato) e Paul Buckmaster. Queste sessioni non sono ancora state pubblicate.
La sua assenza fece clamore e la sua leggenda crebbe. La Columbia pubblicò album antologici, grazie ai quali Miles Davis si piazzò tra i primi dieci trombettisti della classifica di Down Beat nel 1979. Solo in quell'anno iniziò a rinunciare progressivamente all'auto isolamento. Fu aiutato da due persone: sul piano personale da Cicely Tyson, attrice diventata famosissima grazie allo sceneggiato televisivo Radici, e su quello professionale dal produttore George Butler, che lo conosceva dai tempi della Blue Note.
Butler e Tyson riuscirono a convincere Davis a disintossicarsi e a riprendere a suonare la tromba, cosa che si rivelò anche più difficile del previsto, a causa della lunga inattività che gli aveva fatto perdere l'imboccatura.
All'inizio degli anni ottanta Miles era pronto a formare un nuovo gruppo.

### Il ritorno (1981-1990)
(Miles Davis)
(Bill Evans)

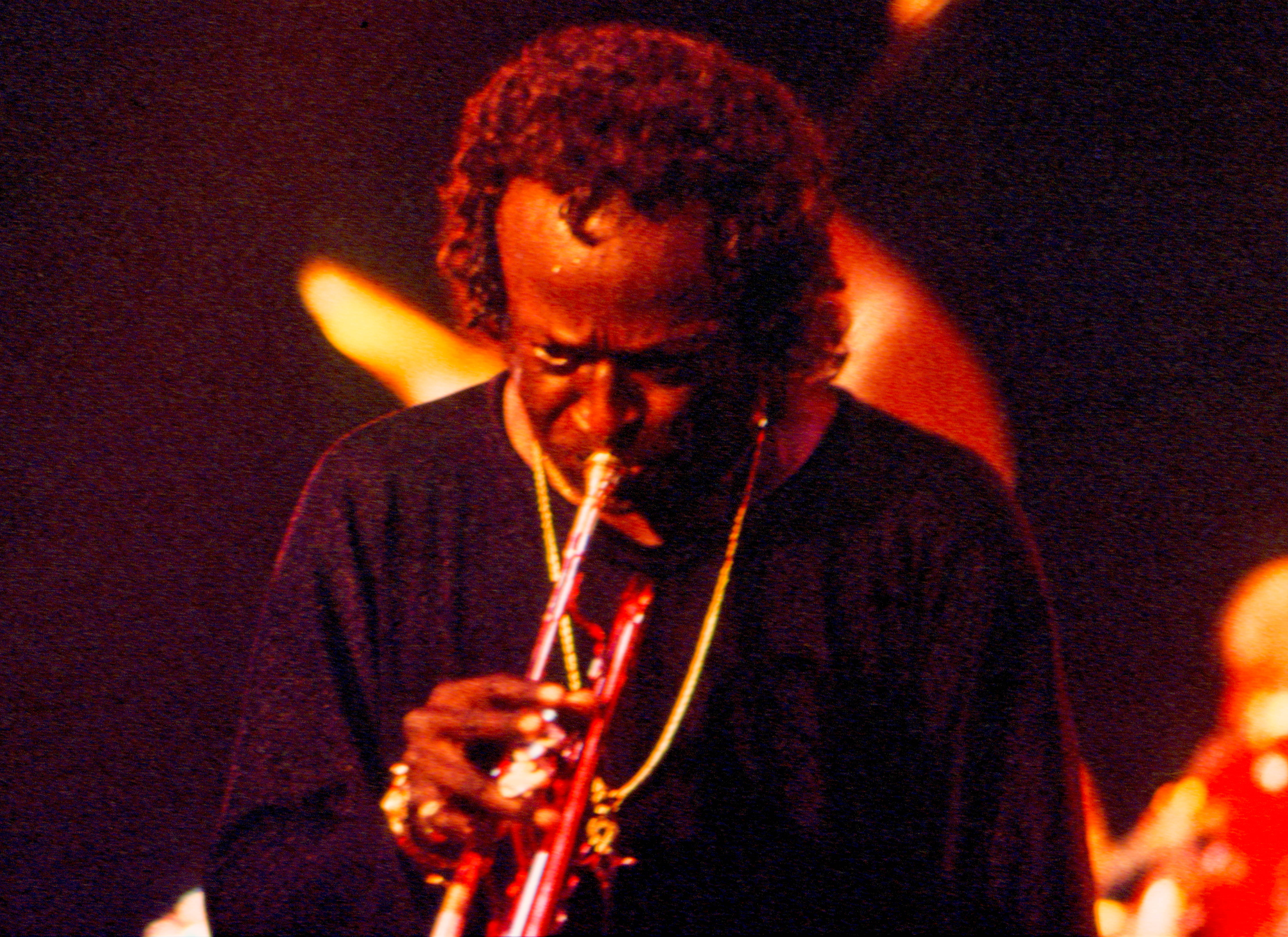
Miles nel corso della sua ultima apparizione al North Sea Jazz Festival nei Paesi Bassi

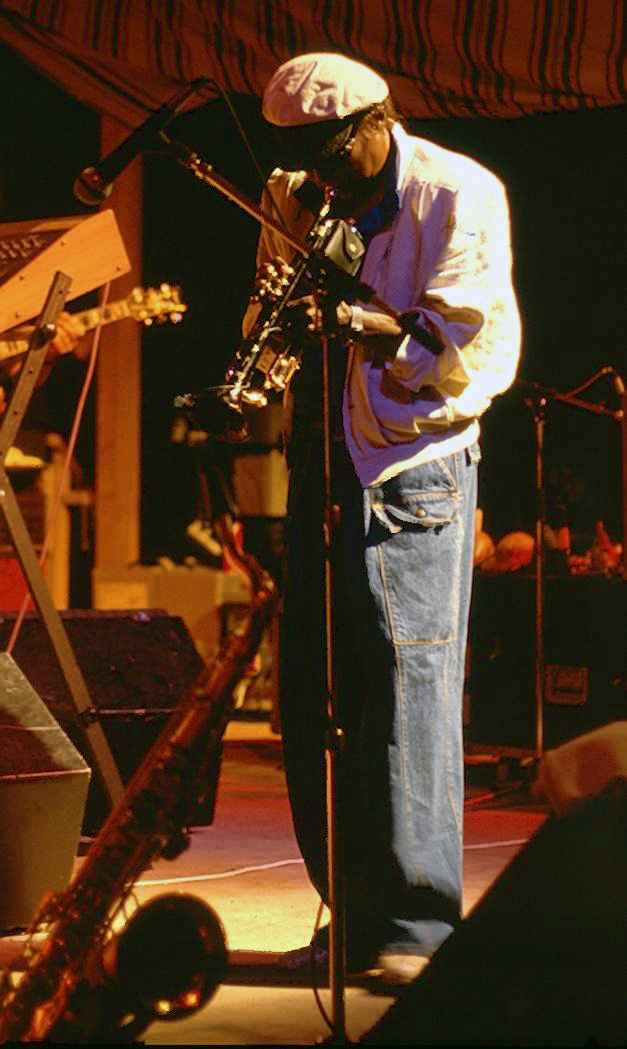
Miles Davis in una foto del 1984

Privo di un gruppo, Miles, con l'aiuto di George Butler, cominciò a contattare nuovi musicisti e, dopo diverse sessioni di studio in cui sperimentò diverse soluzioni, formò un gruppo con il sassofonista Bill Evans (omonimo del pianista), il chitarrista Mike Stern e il giovane bassista Marcus Miller, che diventerà uno dei suoi collaboratori più presenti nel decennio. Alla batteria chiamò Al Foster. Il primo album The Man with the Horn (1981) ebbe un discreto successo commerciale, e una ricezione abbastanza gelida da parte della critica: si disse che Miles era ridotto all'ombra di se stesso. Nello stesso anno Davis si risposò con Cicely Tyson, che l'aveva aiutato a uscire dalla sua crisi e lo spingeva a disintossicarsi (nel frattempo gli era stata diagnosticata una forma di diabete): i due avrebbero divorziato nel 1988. Con il gruppo diede diversi concerti, partecipò al festival di Newport e intraprese una tournée in Giappone. Queste esibizioni, così come la registrazione dal vivo We Want Miles furono meglio ricevute - l'album vinse un Grammy l'anno successivo. Davis era tornato a una forma di concerto convenzionale, abbandonando i concerti privi d'interruzioni che aveva introdotto pochi anni prima e i costanti esercizi cui si sottoponeva stavano dando i loro frutti. La sua salute però era malferma: soffrì per un certo tempo di una paralisi al braccio, e dovette sottoporsi a diverse cure disintossicanti.

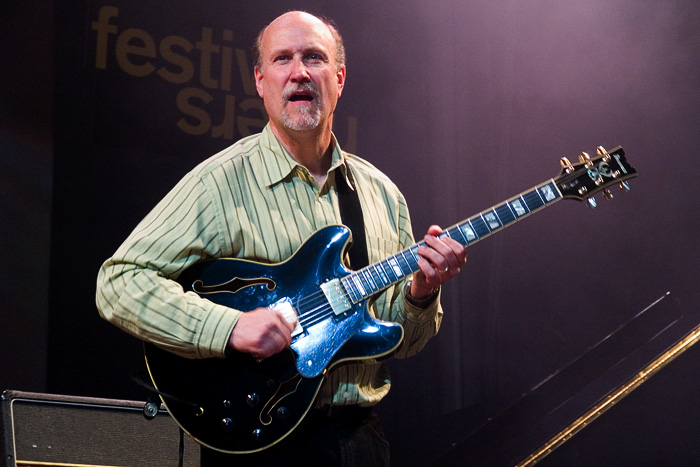
John Scofield al festival di Moers, in Germania

Dalla pubblicazione di Star People del 1983, entra nel gruppo il chitarrista John Scofield, che a detta di Davis lo stimolò a riavvicinarsi al blues, dopo anni di lavoro sulle forme del rock. Davis lavorò a stretto contatto con Scofield anche per Decoy (1984, vincitore di un Grammy), un album che mescolava in maniera sperimentale soul music e elettronica, senza tuttavia sviluppare a fondo l'idea. In questo periodo, Davis pare dedicare più attenzione ai concerti che al lavoro di studio. Il gruppo, ora composto da sette elementi, fra cui Scofield, Evans, il batterista Al Foster e il bassista Darryl Jones (futuro membro dei Rolling Stones), va in Europa dove è molto ben ricevuto. Durante questo tour prende parte alla registrazione di Aura, un tributo orchestrale per Davis composto dal trombettista danese Palle Mikkelborg.
Tornato in studio, incide l'album You're Under Arrest (1985) piuttosto criticato (dalla stampa specializzata in jazz: altre recensioni furono favorevoli) per la presenza di canzoni pop come i brani Time After Time di Cyndi Lauper e Human Nature di Steve Porcaro e John Bettis; tra gli ospiti spicca Sting, a riprova dei frequenti cross-over con la musica pop più commerciale. Davis osservò che la maggior parte degli standard tradizionali erano a loro volta stati canzoni di successo a Broadway, e che quindi non capiva lo scandalo. Questo fu anche l'ultimo album realizzato per la Columbia Records, a causa del progressivo incrinamento dei rapporti di Davis con l'etichetta discografica, dovuti in parte a questioni economiche e in parte al rilievo (eccessivo, secondo Davis) che la Columbia dava all'astro nascente Wynton Marsalis. Dopo un periodo di apparenti buone relazioni, i rapporti tra i due (entrambi personalità forti) si erano deteriorati. A seguito di altri disaccordi, e irritato per i ritardi nella pubblicazione di Aura, Miles firmò con la Warner Bros. Records, dove si riunì a Marcus Miller.

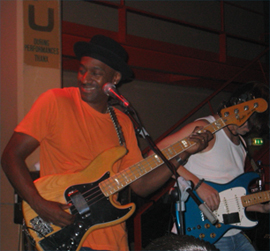
Marcus Miller in concerto a Londra

Con Miller incise Tutu nel 1986 (vincerà un Grammy nel 1987), facendo uso di strumenti moderni come sintetizzatori, suoni campionati e drum loop, che ben si attagliavano alle sue esigenze stilistiche. L'album fu recensito con grande entusiasmo, e venne (con qualche esagerazione) paragonato a Sketches of Spain in chiave moderna. Negli stessi anni Miles prese parte alla registrazione di Artists United Against Apartheid, e fu brevemente in studio con alcuni gruppi della New Wave inglese, gli Scritti Politti e i Public Image Ltd. di John Lydon. Prese inoltre parte a un episodio della serie televisiva Miami Vice, nelle vesti di uno spacciatore e sfruttatore (e non gli furono risparmiate le critiche e le accuse di voler competere con la notorietà della moglie).
A Tutu egli fece seguire Amandla (un'altra collaborazione con Miller) e le colonne sonore di alcuni film: Street Smart, Siesta, Hot Spot (con il bluesman John Lee Hooker) e Dingo per la regia di Rolf de Heer e prodotto da Giorgio Draskovic. Poco prima dell'uscita di Amandla, fu chiamato negli studi della RAI (grazie all'interessamento di Renzo Arbore) dove si esibì in un concerto di 32' per il pubblico di D.O.C. Per Davis fu una delle rarissime apparizioni 'live' in uno studio televisivo. Nello stesso periodo collaborò con il cantante italiano Zucchero Fornaciari incidendo, nel 1988, una versione di Dune mosse (Blue's) pubblicata solo nel 2004 in Zu & Co. Nel 1989 Davis fu poi ospite di due concerti dell'Oro, Incenso e Birra Tour.
Nel 1990 vinse il Grammy Award alla carriera.

### La fine (1991)
(Miles Davis)

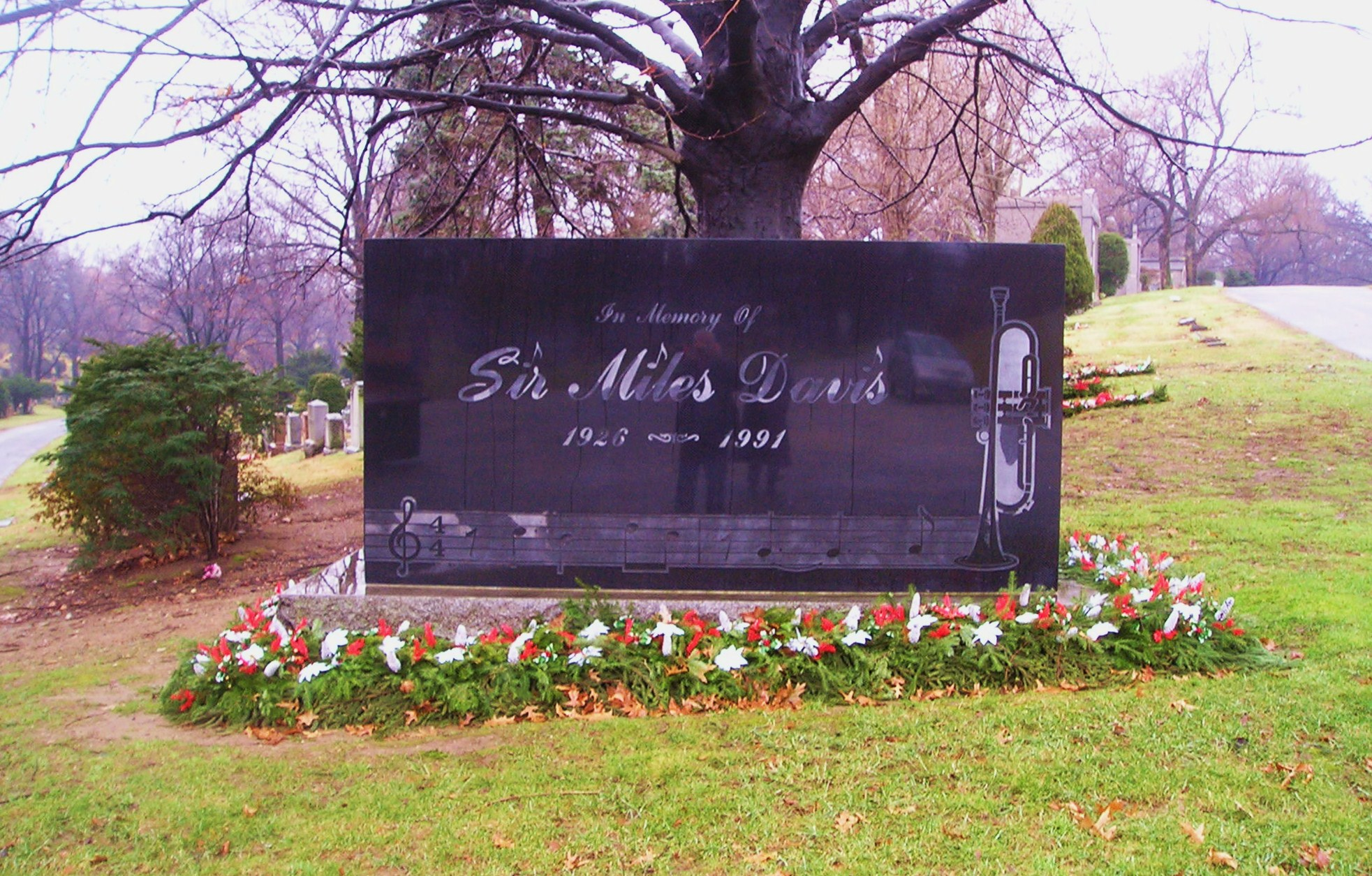
Tomba di Miles Davis al cimitero di Woodlawn (New York)

Miles Davis continuò a suonare incessantemente fino agli ultimi anni della sua vita, con formazioni in costante avvicendamento che videro fra l'altro Bob Berg al posto di Evans ai sassofoni.
Gli ultimi concerti in Italia si sono tenuti a Roma, il 23 luglio del 1991, allo Stadio Olimpico (prima di lui suonò Pat Metheny) e il 24 luglio 1991 in Piazza Giorgione a Castelfranco Veneto.
Le sue ultime due registrazioni, entrambe uscite postume, sono state l'album Doo-bop, dove per l'ennesima volta si avvicinava a un nuovo genere musicale, l'acid jazz (un jazz che si mischia al suono funk e rap) e Miles & Quincy Live at Montreux, una collaborazione con Quincy Jones per il Montreux Jazz Festival del 1991 nelle quali Davis interpreta, per la prima volta dopo tre decenni, le musiche con gli arrangiamenti di Gil Evans tratte dagli album Miles Ahead, Porgy and Bess e Sketches of Spain.
Il 28 settembre 1991 un attacco di polmonite, a cui le complicazioni dovute al diabete fecero seguire due colpi apoplettici, lo stroncò all'età di 65 anni a Santa Monica, in California, poco dopo il suo ultimo concerto all'Hollywood Bowl. Ricoverato all'ospedale dopo il primo attacco, Miles si svegliò mentre i medici gli dicevano che avrebbero dovuto intubarlo. Egli si mise a inveire contro di loro, intimandogli di lasciarlo stare. Il secondo attacco, che sopravvenne in quel momento, lo uccise.
La sua salma riposa nel Woodlawn Cemetery nel quartiere Bronx di New York.

## Opera e influenza di Miles Davis
L'ascolto della musica e la lettura delle dichiarazioni e dell'autobiografia di Davis collaborano a dare in maniera molto chiara i leitmotiv della sua opera e della sua vita musicale.

### Esecutore e compositore
Dal punto di vista stilistico ed esecutivo Miles privilegiò sempre il ruolo dello spazio e della sottrazione quasi a incarnare la frase fatta inglese "less is more" (meno è di più). Si attenne a questi principi anche quando il periodo storico avrebbe assecondato un approccio diverso (gli anni del bebop) o quando si circondava di solisti dall'eloquenza torrenziale (Rollins, Coltrane, Adderley) che utilizzava come contrasto per il suono solitario e trasparente della sua tromba. Questo approccio era integrato da una solida preparazione teorica i cui fondamenti gli erano stati instillati durante il periodo passato alla Juilliard (periodo nel quale studiò approfonditamente la teoria musicale della musica colta europea) e poi con Parker (che aveva interessi musicali smisurati quanto i suoi altri diversi appetiti). Questo lo poneva al di sopra di altri solisti che avevano una cifra espressiva simile. Nel confronto con un musicista dal lirismo istintivo come Chet Baker, si nota molto chiaramente la superiore consapevolezza teorica e armonica come anche quella compositiva di Davis, che pure talvolta cede a Baker in immaginazione melodica.
(Miles Davis)
Alla radice di questo approccio abbastanza inusuale ci furono forse delle limitazioni tecniche. Lo stesso Davis racconta che agli inizi, per quanto lo desiderasse, non riusciva a riprodurre le velocissime cascate di sopracuti che caratterizzavano - ad esempio - lo stile di Dizzy Gillespie. Davis lo spiega dicendo che per poter suonare una nota per lui era necessario sentirla. Il virtuosismo non fu mai una delle chiavi espressive di Davis e a volte questo poteva addirittura essere eufemistico. Miles a volte, specie dopo gli anni sessanta, smetteva di esercitarsi per lunghi periodi e la famosa frase di Paganini ("Se non studio per un giorno me ne accorgo io: se non lo faccio per due se ne accorge il pubblico") non risparmiò la sua tecnica strumentale. Il musicologo Robert Walser ha scritto che "Miles Davis ha sbagliato più note di qualunque altro trombettista famoso". Il fatto che una tecnica strumentale non eccelsa non gli abbia mai impedito di arrivare ai livelli più elevati degli ambienti musicali che mettevano sulla competenza tecnica un forte accento (com'era il caso delle jam al Monroe's e al Minton's) è un chiaro segno di come la sua personalità interpretativa dominasse quasi ogni altra considerazione.
Come interprete, Miles creò una voce strumentale e un approccio interpretativo (soprattutto per quello che riguarda le ballad) che non avevano precedenti, e tanto caratteristici che nessuno, tra i trombettisti che vennero dopo di lui, ha potuto riprodurli senza essere considerato un imitatore. Nonostante questo rischio, l'aggettivo davisiano è diventato il modo di designare un tipo di lirismo frequentato da molti strumentisti (in Italia si possono citare certi momenti di Enrico Rava e Paolo Fresu). Si può ancora una volta osservare che il procedimento con cui Miles arrivò al suo suono è frutto di un atto estremamente deliberato e che la qualità (glaciale, metallica) del suono che sceglie sembra creata apposta per ottenere una specie di distacco e di straniamento dal fraseggio melodico che attenua le tinte sentimentalistiche (il più volte citato Chet Baker offre un esempio di scelta sonora praticamente opposta, anche se non meno efficace e distintiva).
Lo stesso metodo sottrattivo è in evidenza nelle composizioni di Davis. Partito dai tempi velocissimi tipici del bebop egli approda, nel periodo hard bop, a temi semplici su strutture armoniche abbastanza sparse (Four, Solar, The Theme), che fa poi evolvere nelle strutture accordali statiche del periodo modale su cui risuonano melodie assolutamente essenziali (So What, All Blues, Agitation) per arrivare infine a strutture armoniche e ritmiche minimali, ma suscettibili di liberissime rielaborazioni in sede di esecuzione e postproduzione (Bitches Brew).

### Leader e innovatore
(Miles Davis)
(Ornette Coleman)

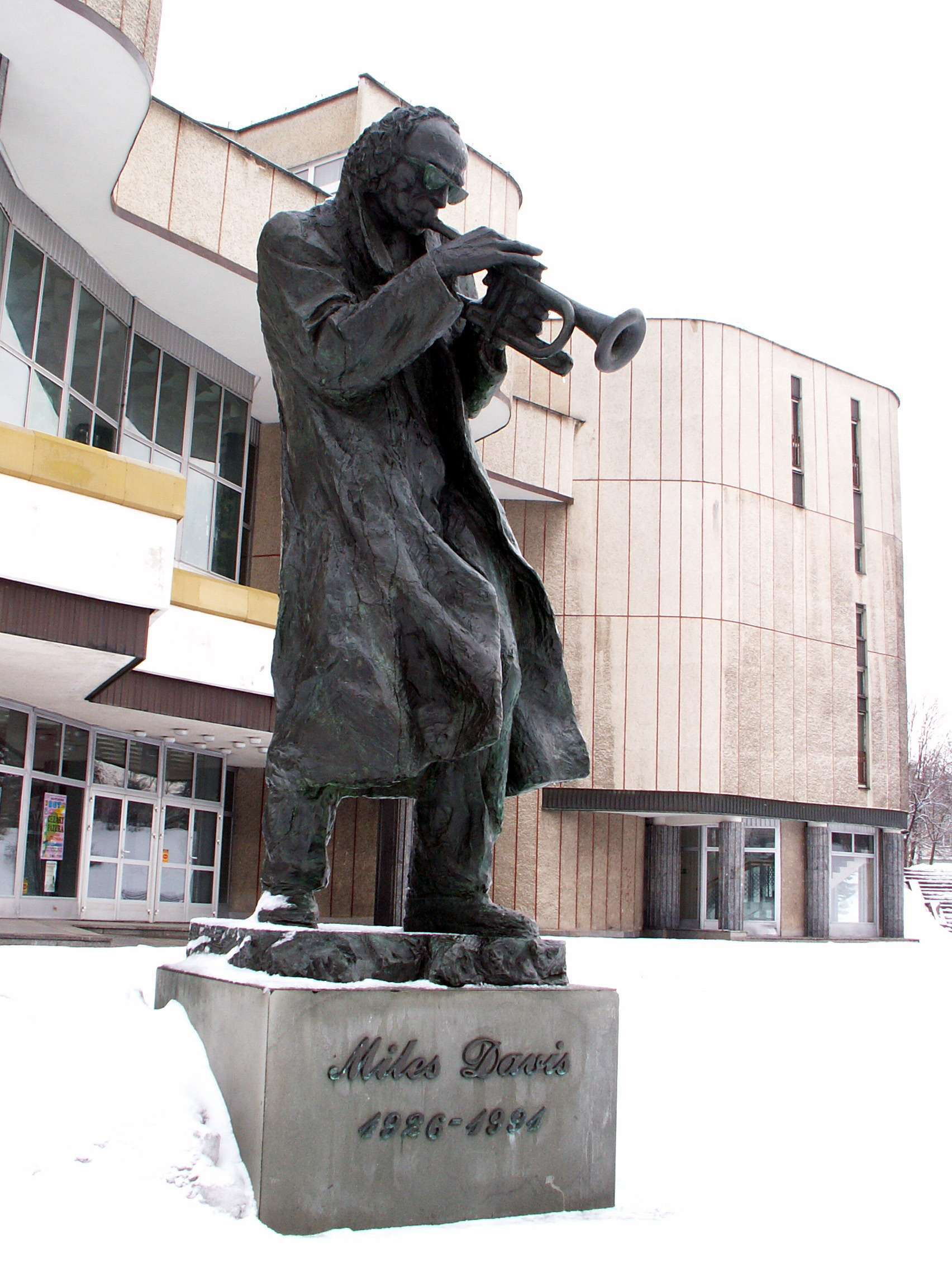
Monumento dedicato a Miles Davis a Kielce (Polonia)

In tutte le sue dichiarazioni Davis pose sempre un forte accento sull'aspetto stilistico della sua concezione della musica. Questa attenzione alla forma (o meglio all'aderenza della forma musicale alla situazione) non era comunque un segno di arido formalismo. In buona sostanza, Miles non aveva alcun dubbio che la musica dovesse fungere da veicolo di un'idea e, in ultima analisi, della personalità dell'interprete. Questo è in forte contrasto con il concetto alternativo (spesso non elaborato) di molti musicisti a lui contemporanei che sentivano di essere essi stessi il veicolo di una materia musicale di cui avevano un dominio abbastanza relativo. Questi mettono la musica al centro del loro pensiero creativo: Miles si concentra sul musicista e la sua idea.
Questo pensiero è evidente nel metodo (se tale si può chiamare) con cui egli assemblava i suoi gruppi. Ai musicisti in audizione era solito dare istruzioni scarne (a volte nessuna indicazione) e li assoggettava spesso a segnali contrastanti. Marcus Miller racconta che al loro primo incontro Davis gli disse di accompagnare un pezzo suonando solo Fa# e Fa. Quando il bassista eseguì, Miles interruppe l'esecuzione chiedendo "Ma che fai? Suoni solo Fa# e Fa?" Miller reagì suonando sul secondo take una linea estremamente complessa, ancora interrotta da Davis "Cos'è questa roba? Ti ho detto di suonare Fa# e Fa". "Allora - dice Miller - capii che stava giocando con me, e nel terzo take suonai il brano come pensavo fosse giusto. E non ci furono più interruzioni". Chi superava questo tipo di prova del fuoco, e dimostrava di essere in sintonia con l'idea musicale di Miles, godeva della sua totale fiducia e della più ampia libertà espressiva (dimostrata dai diversi progetti, da Kind of Blue a In a Silent Way a Bitches Brew costruiti a partire da schizzi musicali che servivano da traccia per la composizione estemporanea dei membri del gruppo).
I gruppi di Davis, da Birth of the Cool in poi, furono sempre funzionali all'idea musicale che doveva essere espressa e costruiti in modo da avere una perfetta unità stilistica. Tanto più l'idea era definita nella mente del leader, tanto più il gruppo era coeso e organico (lo sfrangiarsi e il mutare rapidissimo delle formazioni degli anni prima del ritiro e di quelli seguenti sono, in quest'ottica, abbastanza significativi).
A rigore, nessuna delle rivoluzioni che sono accreditate a Miles nacquero da idee sue. Le idee di Birth of the Cool erano nell'aria anche al di fuori del gruppo dell'appartamento di Gil Evans, l'elaborazione teorica alla base della modalità era già pronta prima delle sedute di Kind of Blue e anche la nascita della fusion era, in fondo, la sintesi di idee che avevano già una certa circolazione. E tuttavia, è proprio nella sintesi e realizzazione di nuovi concetti musicali che l'intervento di Miles si mostra come una delle sue caratteristiche salienti e di maggior efficacia. Grazie al suo infallibile gusto nel creare un impianto stilistico adeguato al quadro concettuale, le sue esecuzioni diventano la pietra di paragone per chi lo vorrà seguire; il suo stile interpretativo detta legge all'intero genere.
Il periodo elettrico, e (forse ancora di più) gli ultimi anni furono, come si è visto nella biografia, particolarmente controversi. Alcuni dei contemporanei adorarono la musica prodotta dopo la svolta elettrica, altri la osteggiarono e lo accusarono di essersi venduto: di recente prevale un giudizio quasi uniformemente positivo, che può legittimamente essere sospettato di qualche deriva apologetica.
Così come non si può negare che considerazioni economiche e, forse in misura anche maggiore, di affermazione personale, abbiano giocato un ruolo nell'orientare le scelte dell'ultimo Davis, altrettanto arduo è sostenere la tesi dell'artista venduto. Posto davanti al bivio tra la marginalizzazione e un ulteriore cambio di direzione, Davis sceglie la seconda strada con coerenza, così come sceglie di essere un artista alla ricerca di una musica (che può anche essere elusiva) e non il sacerdote di una musica data (ma disertata dal pubblico). Ciononostante si rifiuta di inseguire pedestremente i gusti del pubblico: basta guardare il rigore (quasi masochistico) con cui per anni si impedisce di suonare ballads ("perché mi piaceva troppo suonarle" avrà a dichiarare), tornandovi solo negli ultimi anni con Time After Time e Human nature (e venendo criticato anche per queste): gli sarebbe stato certamente facile ottenere consensi unanimi con My Funny Valentine.
Così facendo, Miles si distacca dal jazz propriamente detto, un genere che mal sopporta la lontananza dai modi di produzione e fruizione artigianali, e in qualche modo perde parte di sé stesso.
È questa una lezione di fedeltà a certi principi formali e di stile e di fiducia nel giudizio dell'artista che ha lasciato un segno nella vicenda di Miles Davis e nei musicisti che hanno suonato con lui, e che continuano a figurare tra i protagonisti del jazz moderno.

## Discografia
Le prime incisioni discografiche di Miles Davis furono realizzate principalmente come membro delle formazioni capeggiate da Charlie Parker tra il 1945 e il 1948 per la Dial Records e la Savoy Records. Gran parte di queste registrazioni furono pubblicate su dischi a 78 giri e in seguito riunite in una vasta serie di album antologici. Dopo la parentesi con il cosiddetto "nonetto", il quale realizzò una serie di incisioni inizialmente distribuite dalla Capitol Records su dischi 78 giri e riunite nel 1957 nell'album Birth of the Cool, dal 1951 il trombettista incise con regolarità per la Prestige Records di Bob Weinstock ed esordì nel nuovo standard discografico definito long playing (dischi "microsolco" a 33 giri di lunga durata introdotti nel 1949 dalla Columbia Records). I primi LP realizzati dalla Prestige furono nel formato 10 pollici e, per la loro durata, permettevano ai musicisti di registrare brani anche molto più lunghi dei canonici 2-3 minuti consentiti dai vecchi 78 giri. Fino al 1955 la Prestige pubblicò diversi album di Davis in quel formato a partire da The New Sounds. Non essendo il suo un contratto in esclusiva, Davis registrò nel frattempo anche alcune sessioni per la concorrente Blue Note Records di Alfred Lion.
Il primo album di Davis nel formato più grande degli LP a 12 pollici fu The Musings of Miles del 1955. A partire da quell'anno la Prestige inizio a sostituire nel suo catalogo i dischi 10 pollici con nuovi album nel formato grande che si stava imponendo nel mercato. Le incisioni di Davis furono quindi per la maggior parte incluse in nuovi album 12 pollici (a partire da Dig del 1956) che in molti casi venivano presentate come edizioni "rimasterizzate" da parte del tecnico del suono Rudy Van Gelder.
Il rapporto con la Prestige terminò quando Davis firmò nel 1955 un contratto in esclusiva con una major, la Columbia Records, alla quale rimase legato per trent'anni. Per onorare il suo contratto con la Prestige, Davis realizzò ancora una serie di famose sedute di registrazione con il suo quintetto nel 1955 e nel 1956 mentre in contemporanea incideva il suo primo disco per la sua nuova label, 'Round About Midnight uscito nel 1957. Da queste sedute la Prestige ricavò materiale per i quattro celebri album che furono pubblicati tra il 1957 e il 1961: Cookin', Relaxin', Workin' e Steamin' with the Miles Davis Quintet.
Negli ultimi anni della sua vita Miles Davis abbandonò la Columbia e nel 1985 passò alla Warner Music con la quale realizzò i suoi ultimi lavori a partire da Tutu del 1986.
La discografia di Miles Davis comprende una grande quantità di antologie, dischi dal vivo e riedizioni critiche. La gran parte dei suoi dischi per le etichette Prestige e Columbia è stata resa disponibile su CD a partire dagli anni ottanta anche in versioni rimasterizzate digitalmente e in taluni casi completati con tracce aggiuntive e versioni alternative di brani già editi. Inoltre la gran parte dei dischi che compongono la discografia di Davis sono stati riuniti in cofanetti antologici. I principali sono quello realizzato riunendo 14 CD della Prestige in origine apparsi come LP a 12 pollici e quello della Sony Music che riunisce in 70 CD gli album di Davis pubblicati dalla Columbia Records.